# Медальєр
Медальєр (від італ. medaille) — фахівець з художньої обробки матеріалів (частіше металів чи їх сплавів) для виготовлення пам'ятних знаків з приводу яскравих подій в суспільному чи мистецькому житті.

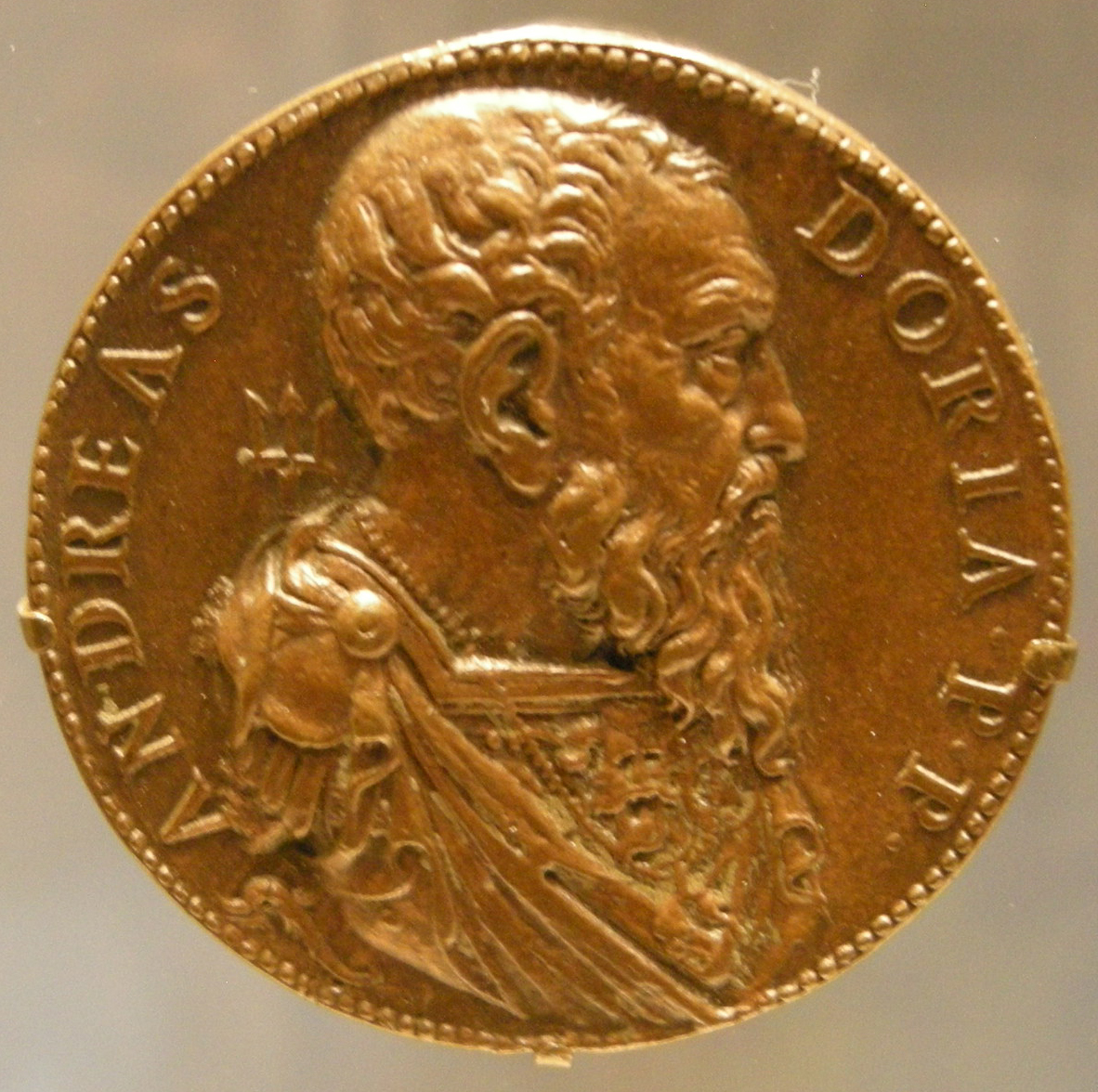
Леоне Леоні, адмірал Андреа Доріа, 1541 р.

## Техніки
- ливарний засіб (литво)
- чеканка (з 17 століття)
- штампування
- обробка ультразвуком
- порошкова металургія
- електроерозійна обробка
- вакуумне напилення тощо.

## Перелік відомих медальєрів (неповний)

### Італія

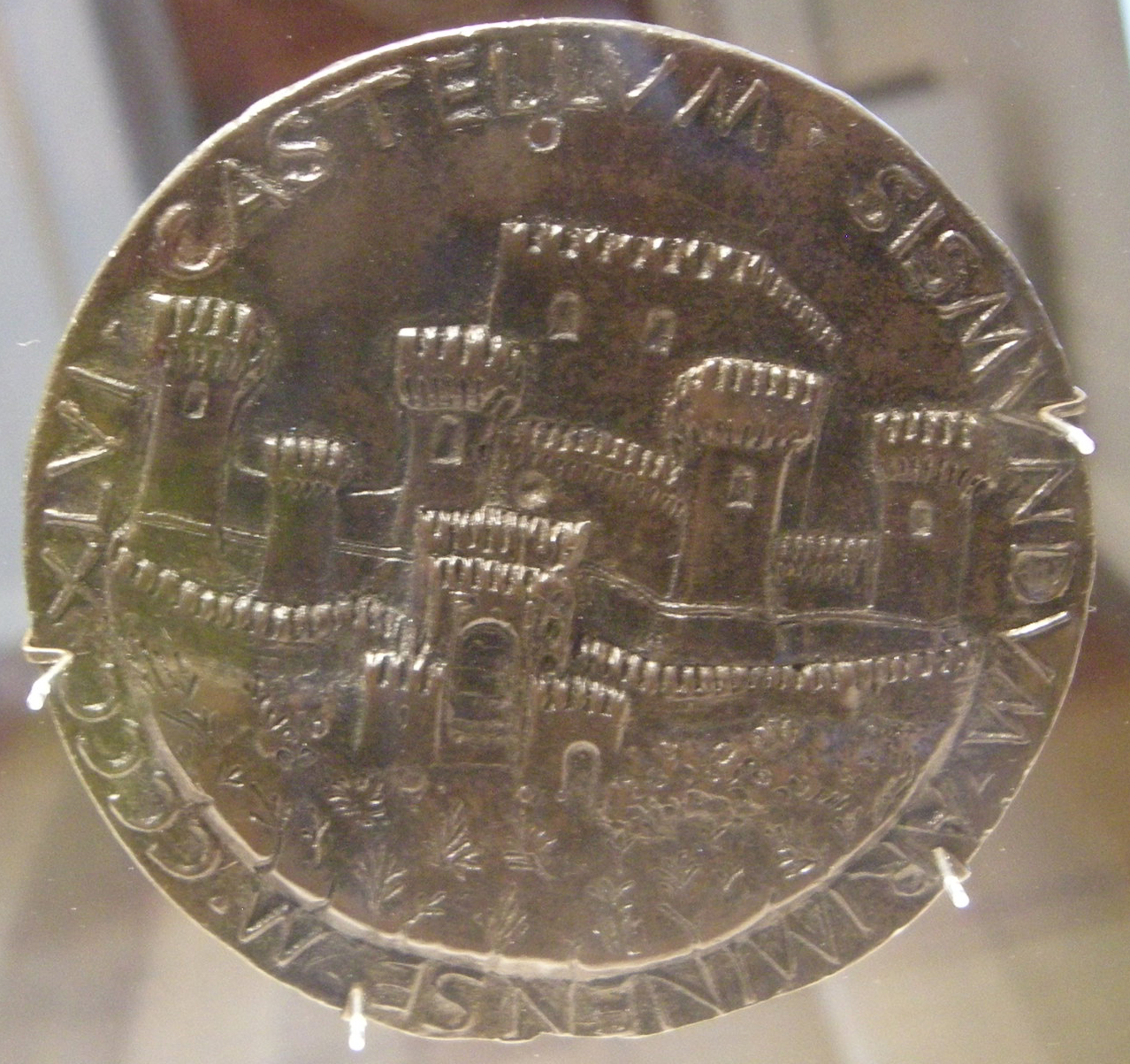
Маттео де Пасті, «замок Сіджизмондо», Ріміні, до 1460 р.

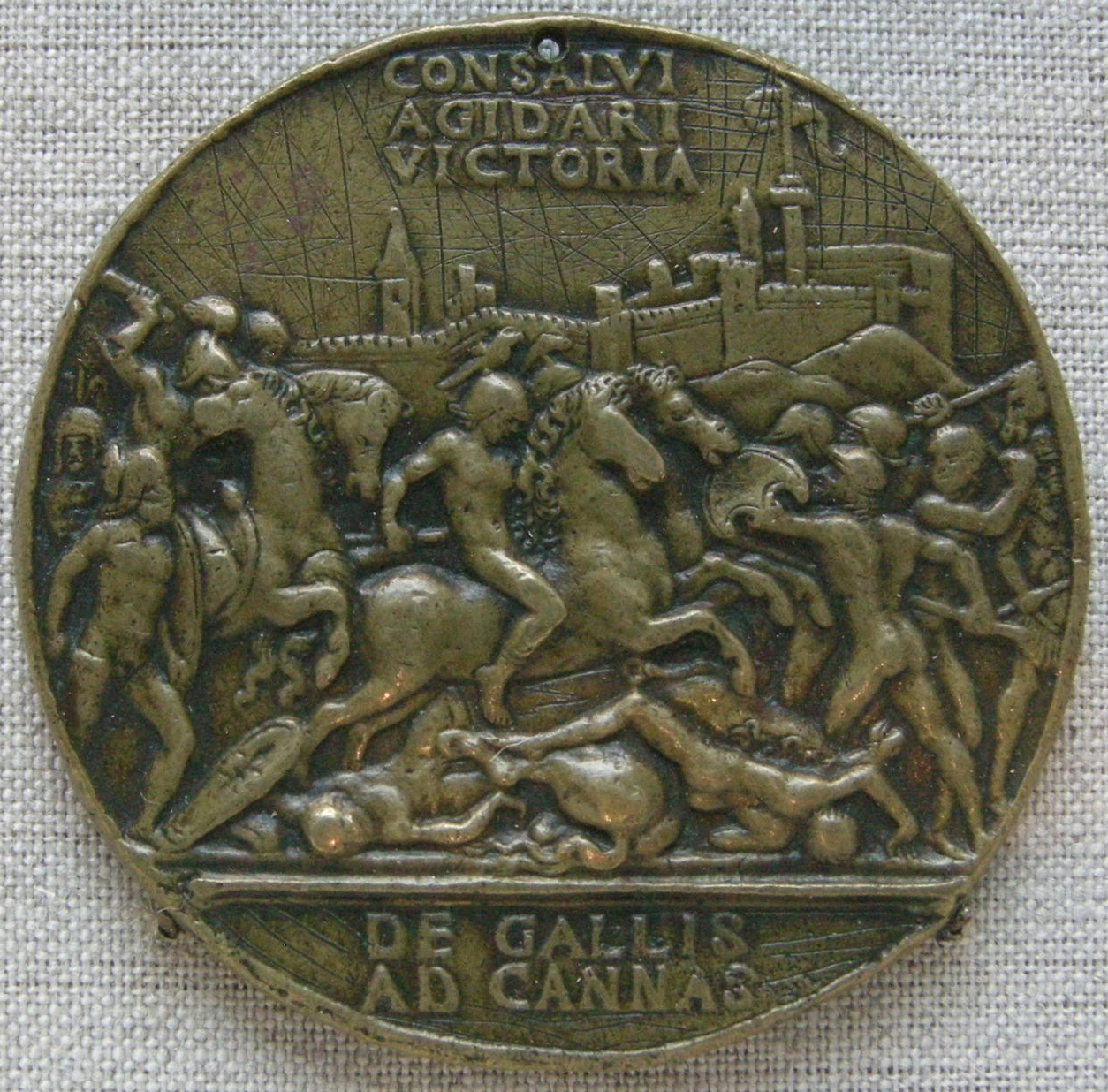
Галеаццо Монделла, «Битва при Канне», 1504 рік.

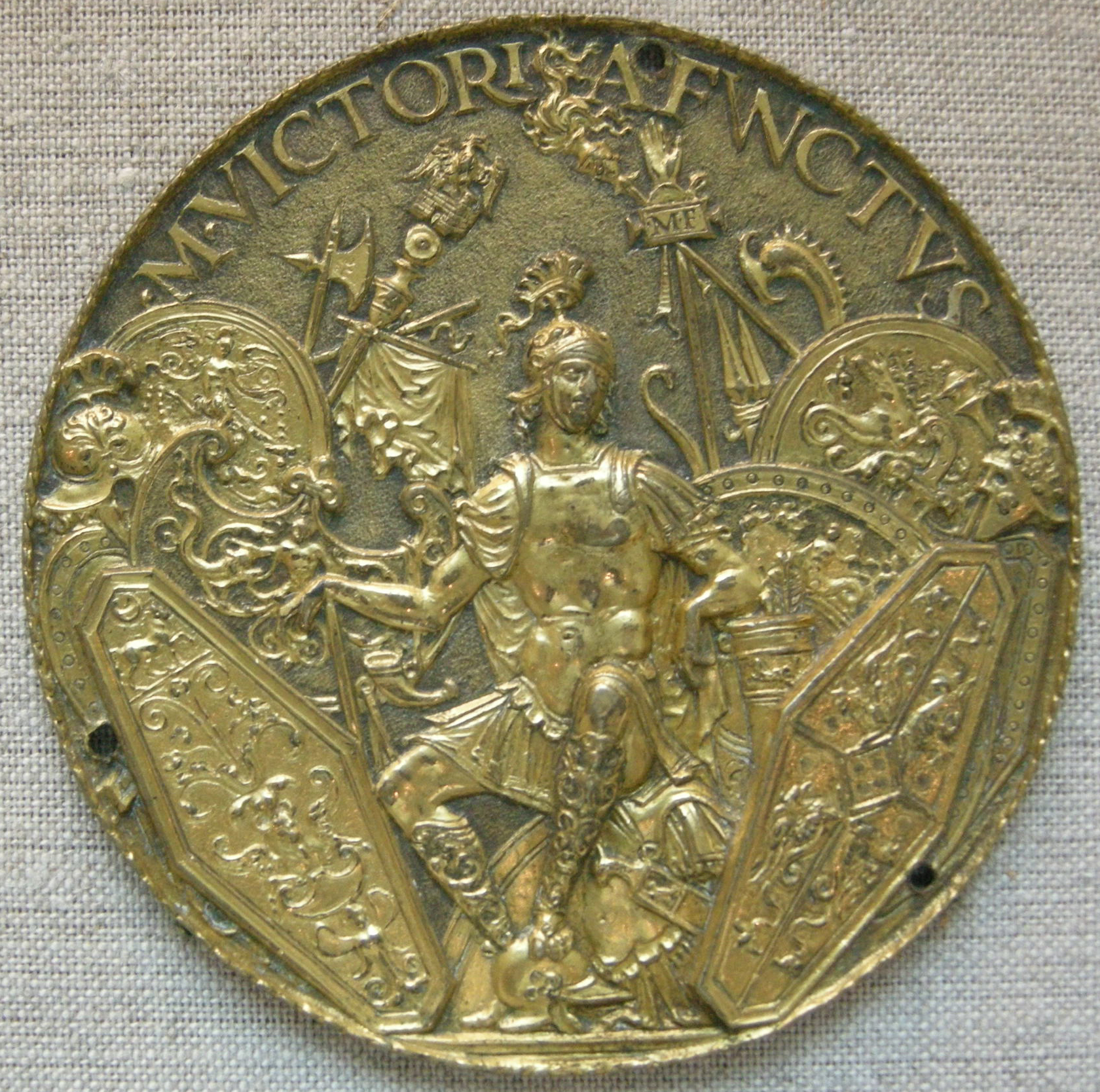
«Бог війни-переможець», 1500 р.

#### 15 і 16 ст

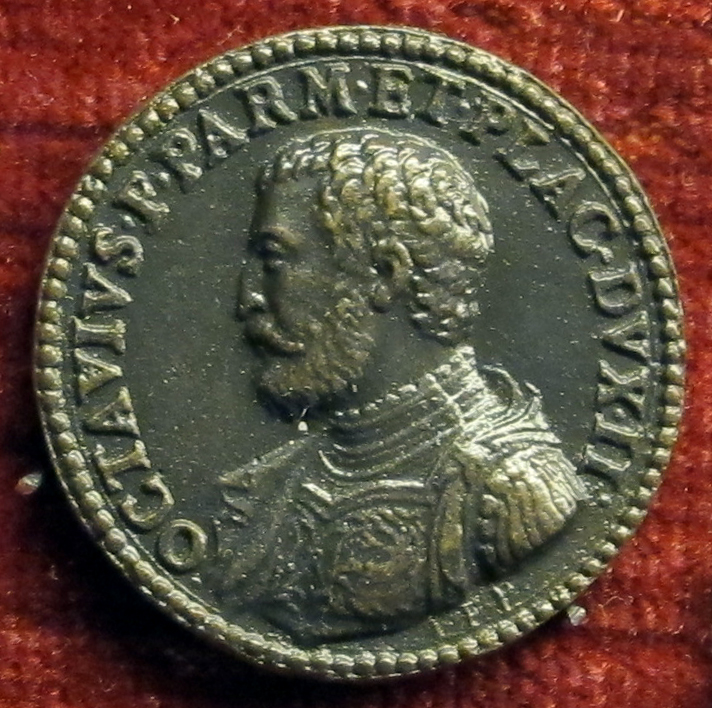
Джованні Федеріко Бонцаньї. «Герцог Пармський П'єрлуїджі Фарнезе (1503—1547)»

- Бартоломео Беллано (1437/1438—1496/1497)
- Філарете (бл. 1400 — бл. 1467)
- Джованні Больдю (? — 1477)
- Маттео де Пасті (? — 1468)
- Франческо Лаурана (Лауріна? 1430—1502)
- Джанкрістофоро Романо (1456—1512)
- Галеаццо Монделла (1467—1528)
- Карадоссо (1452—1527)
- Джованні Федеріко Бонцаньї (Giovan federico Bonzagni)
- Антоніо Абондіо (1538—1591)
- Помпео Леоні (1531—1608)
- Пізанелло
- Франческо Б'янкі
- Алессандро Вітторія (1525—1608)
- П'єр Паоло Галеотті
- Бенвенуто Челліні (1500—1571)
- Аннібалє Фонтана (1540—1587)
- Леоне Леоні (1509—1590)
- Пасторино де Пасторині (1508—1592)

#### 17 століття
- Массіміліано Сольдані (1656—1740)
- Крістофоро ді Джеремія
- Бертольдо ді Джованні
- Джованні да Кавіно
- Феліче Антоніо Казоні
- Джованні Кандіда

#### 18 ст.
- Оттоне Гамерані (1694—1768)
- Антоніо Сельві (1673—1731)
- Данезе Каттанео
- Бартоломео Мельолі
- Маттео Олівьєрі
- Джованні Марія Помеделлі
- Нікколо Фьорентіно
- Нікколо ді Форцоре Спінеллі
- Пасторіно ди Сиєна
- Якопо да Треццо

#### 19 ст.
- Джузепе Кербара (1770—1856)
- Філіппе Сперанца (1839—1903)
- Костанцо да Феррара
- Адріано Фьорентіно
- Алессандро Чекаті

#### 20 ст.
- Гаетано Орсоліні (1884—1954)
- Пібліо Морбідуччі (1889—1963)
- Філіппо Сгарлата (1901—1979)
- Еміліо Греко(1913—1995)

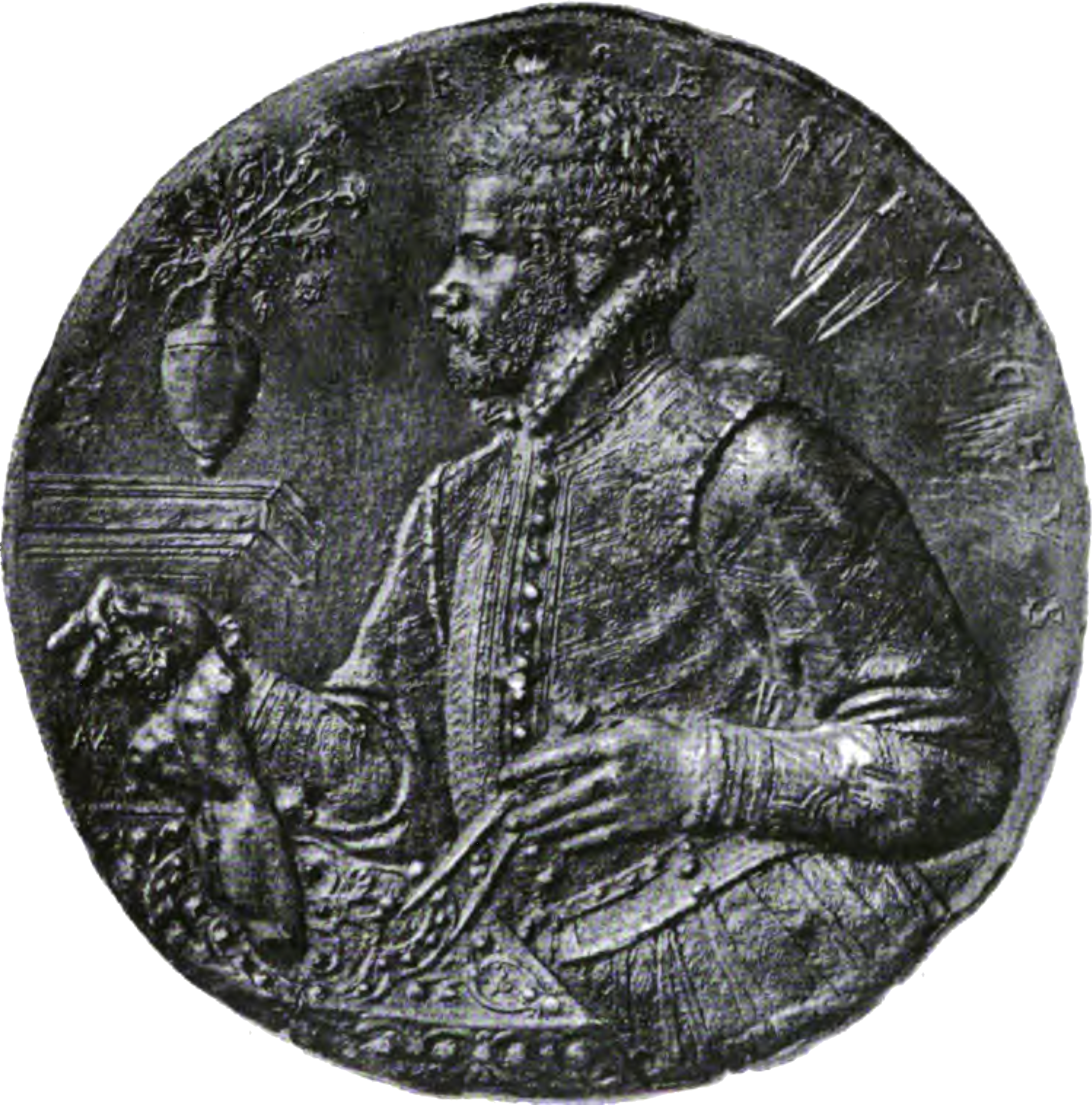
Всі вісім — Антоніо Абондіо. «Невідомий з циркулем і скульптурою»
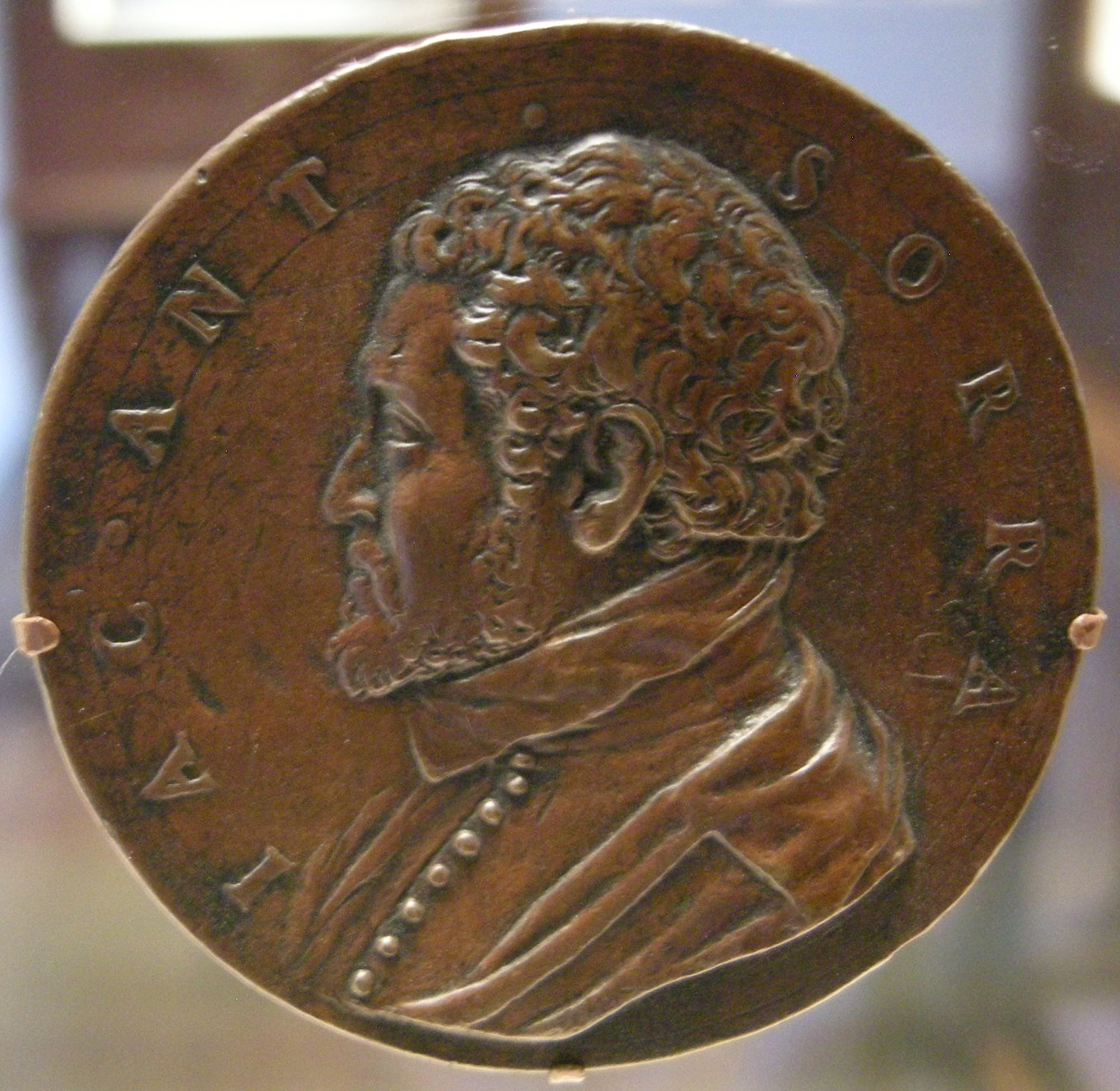
«Якопо Антоніо Сорра», 1561 р.
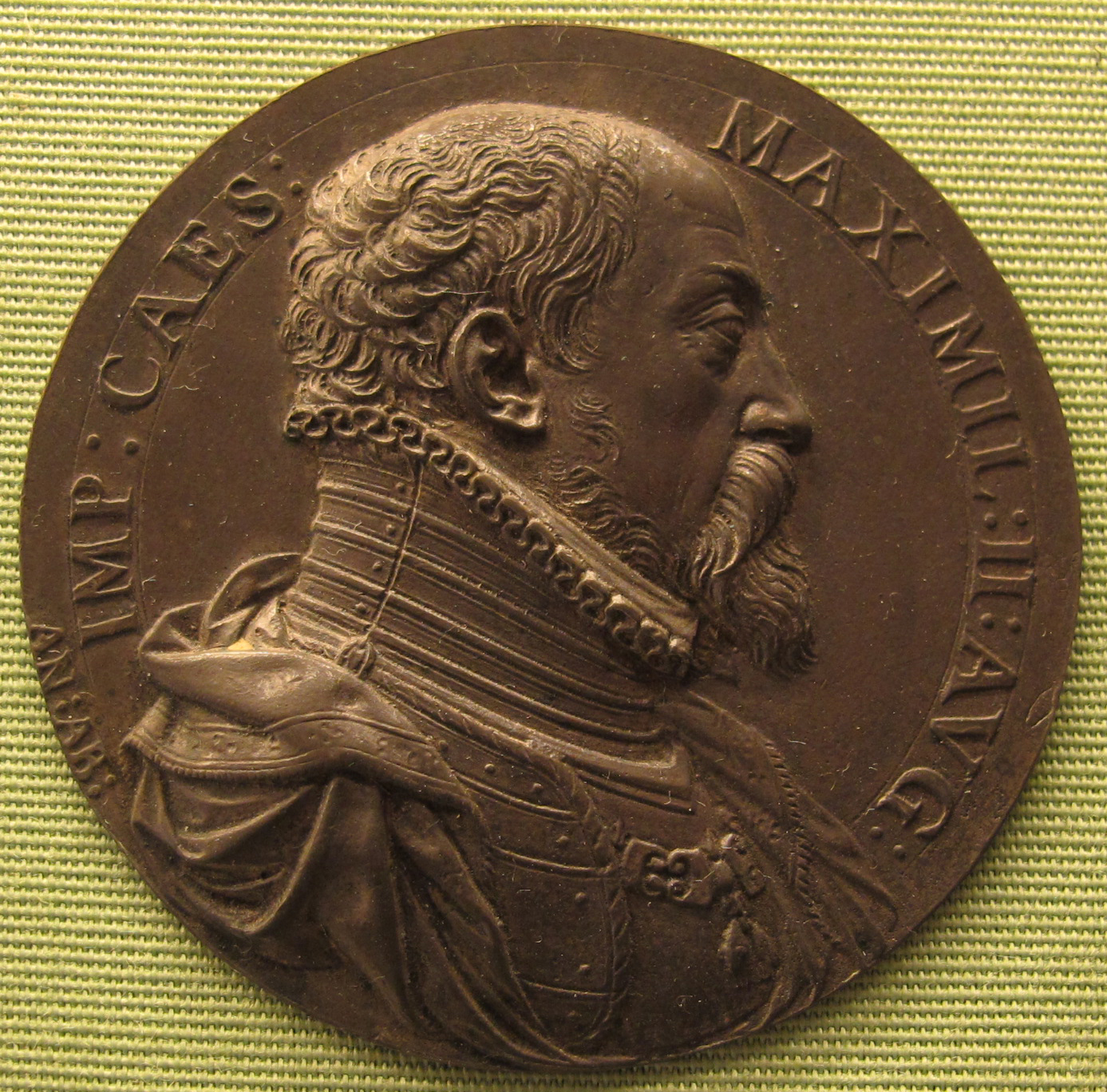
«Імператор Максиміліан II», 1575 р.
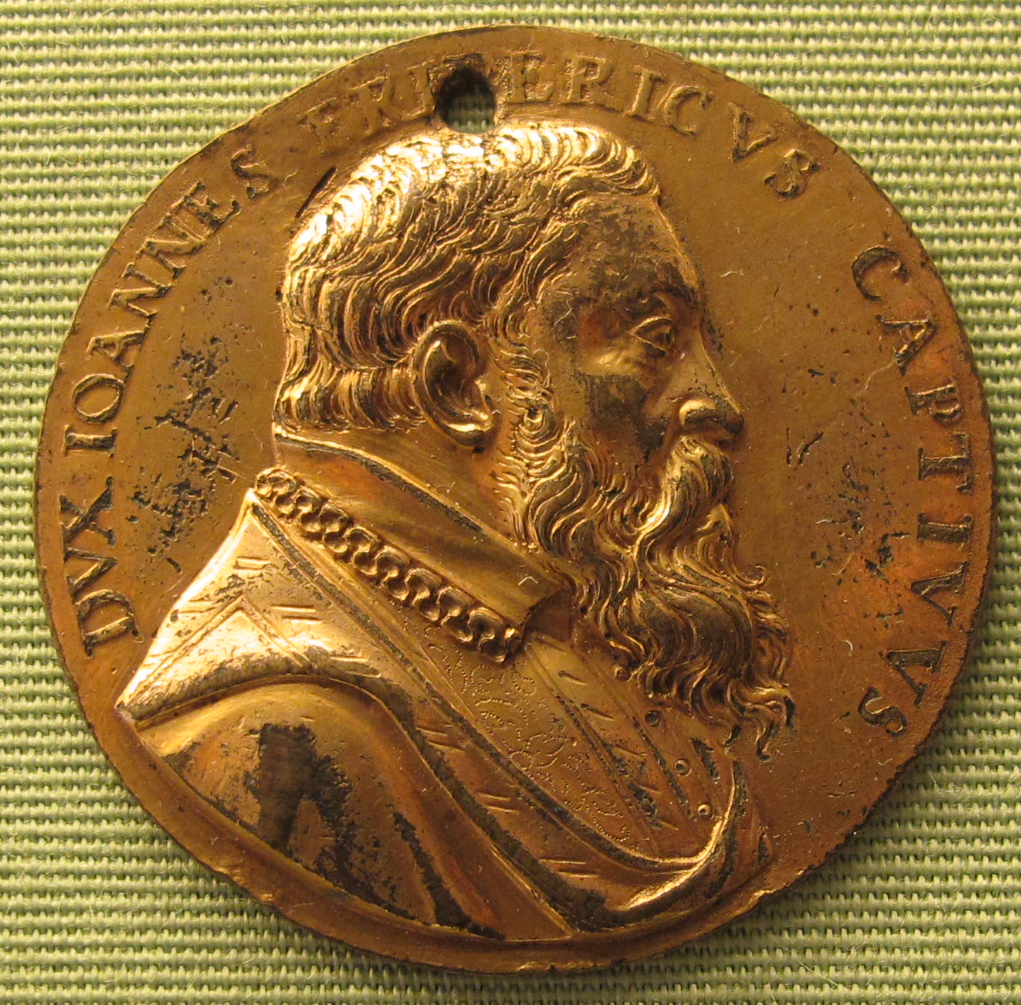
«Йоган Фрідріх фон Саксен», 1576 р.
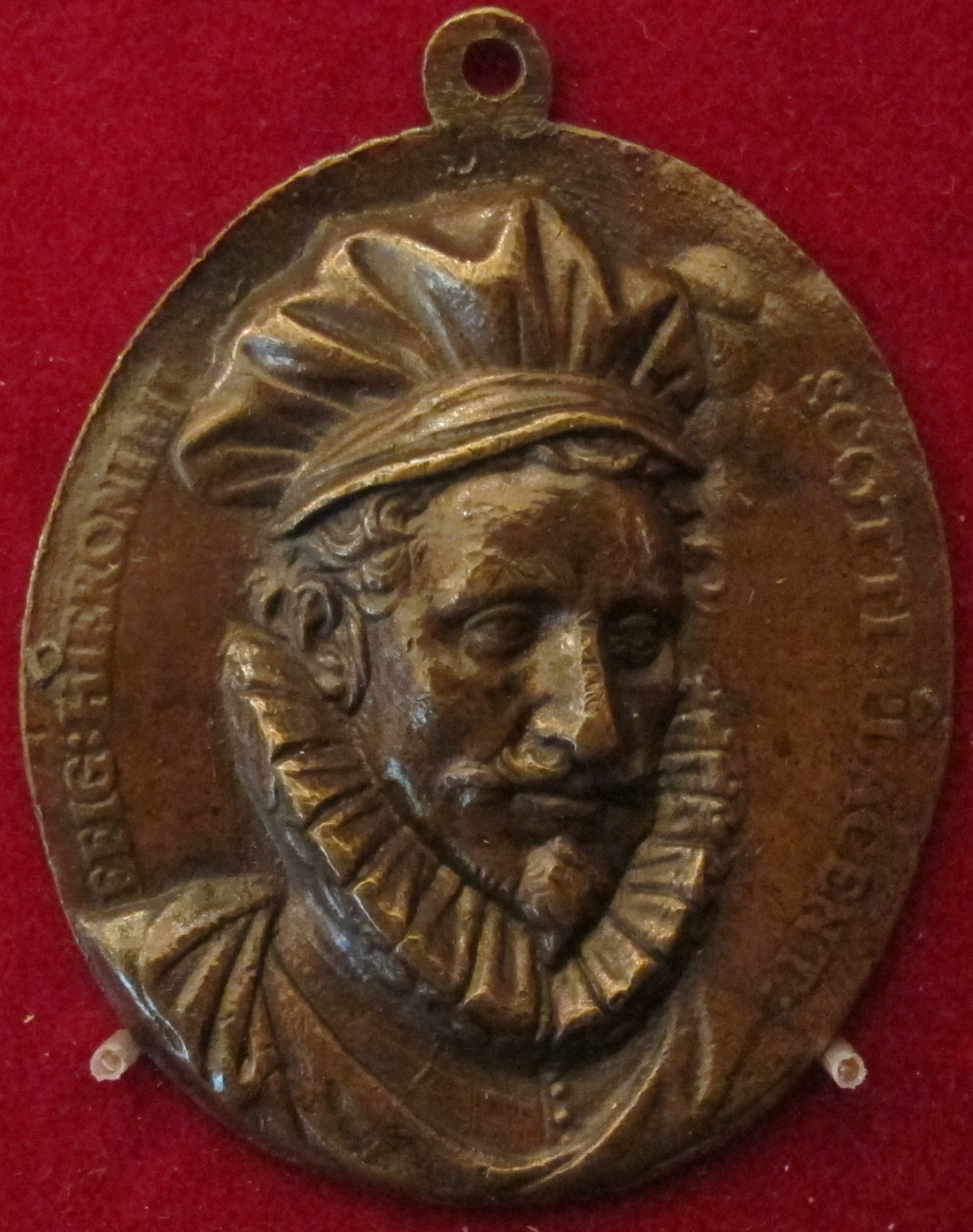
«Джироламо Скотті ді Пьяченца»
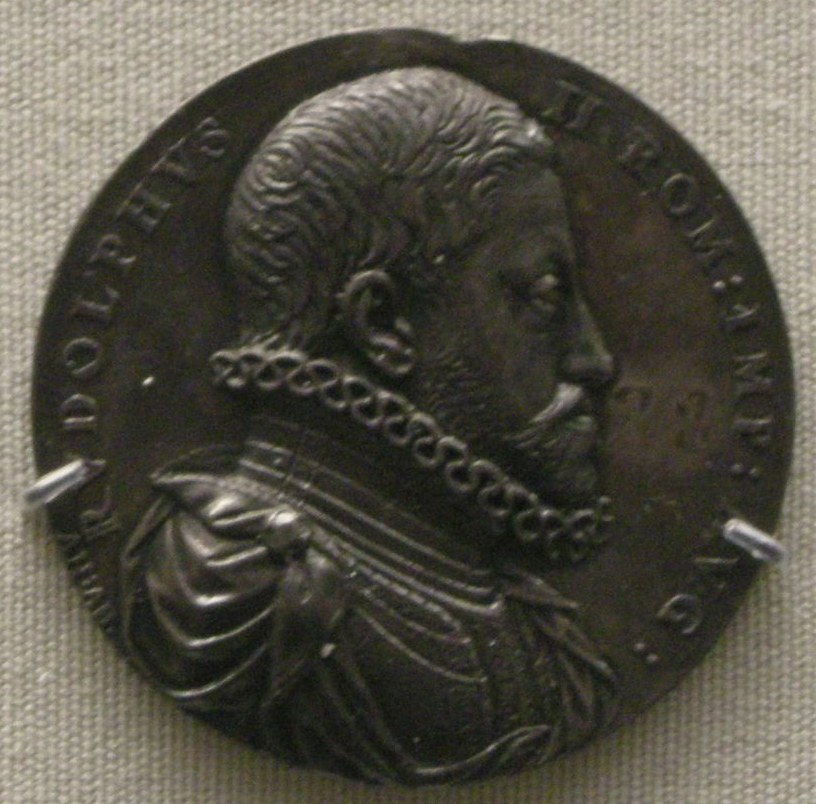
«Імператор Рудольф II»
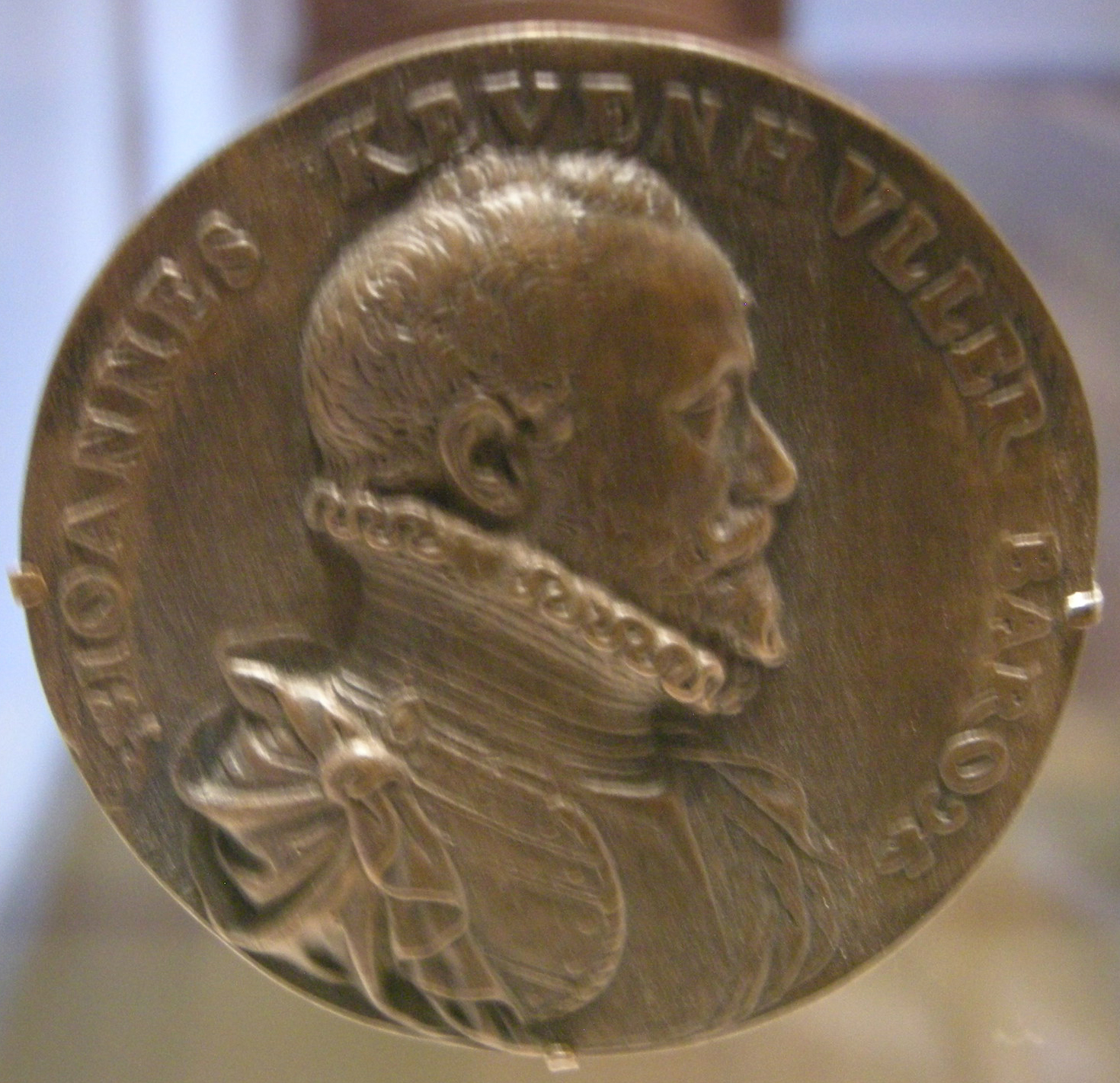
«Йоган Барон фон Кевенхюллер»
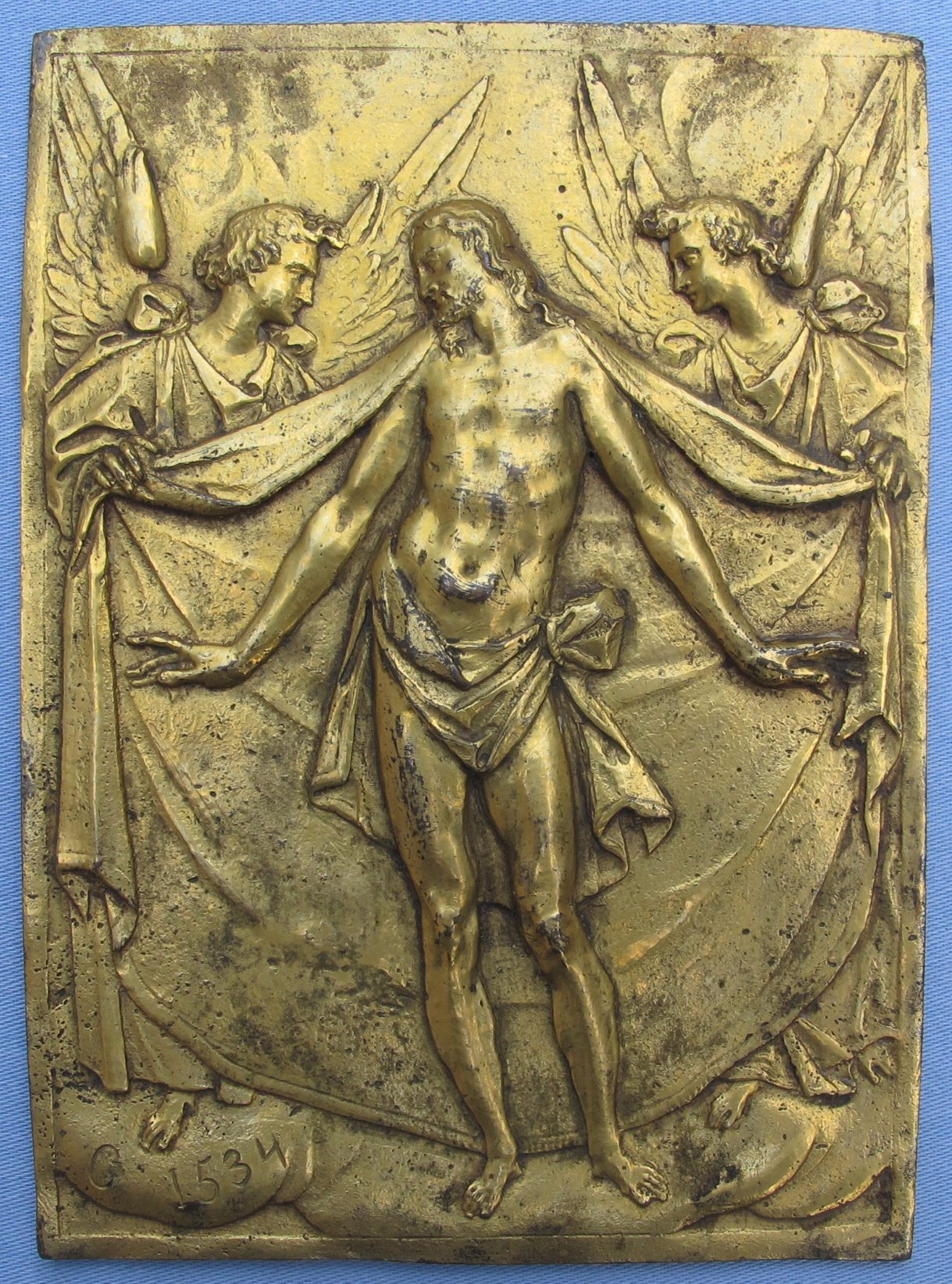
Антоніо Абондіо. плакетка «П'єта з двома янголами»

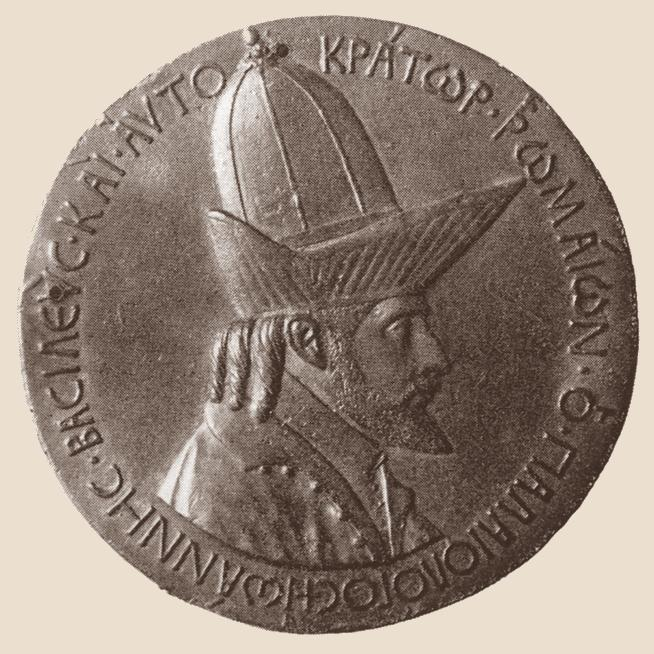
Медаль Пізанелло на честь перебування імператора Візантії Іоанна VIII Палеолога у Флоренції
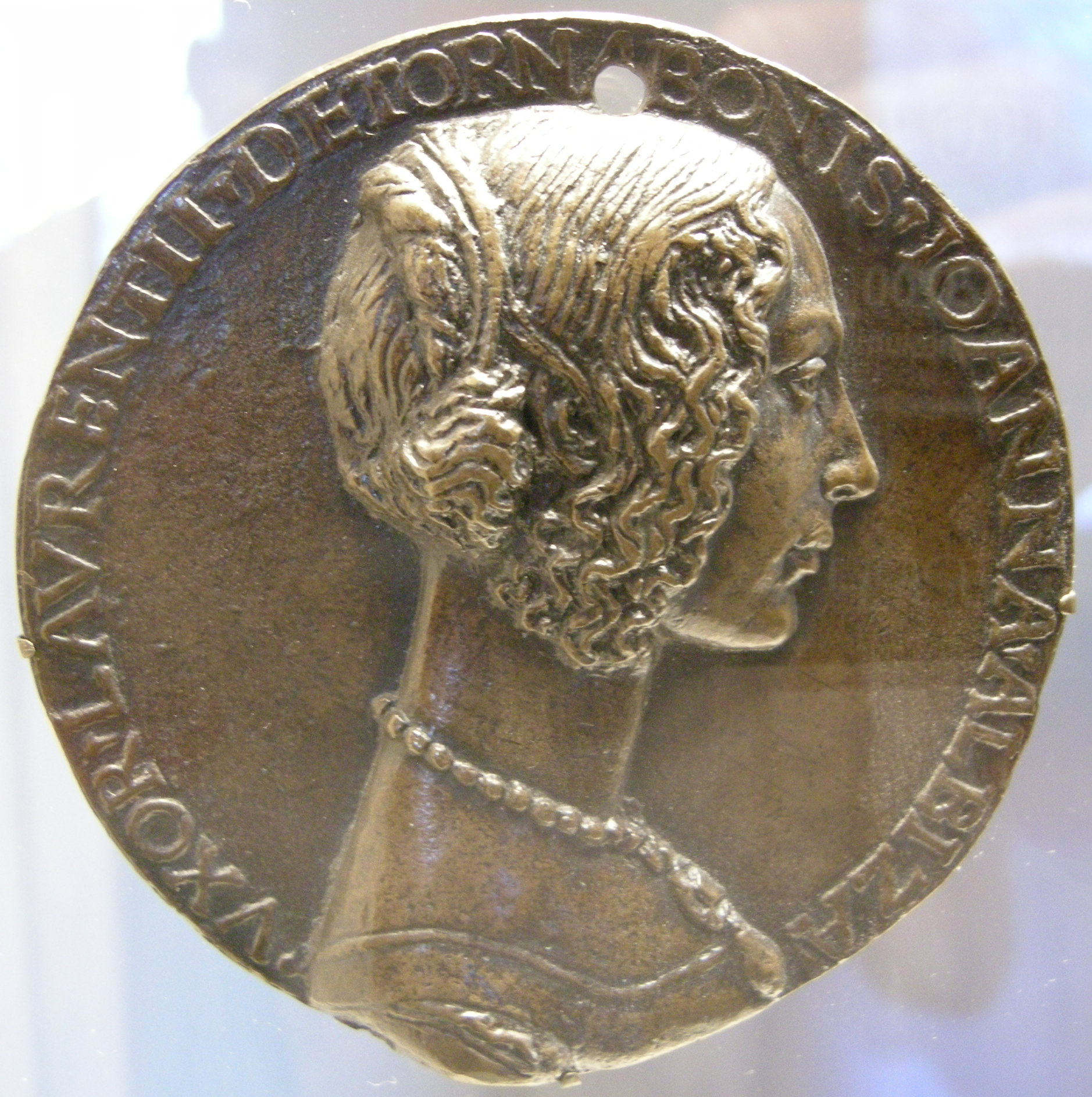
Нікколо Фьорентіно, Джованна Альбіці-Торнабуоні
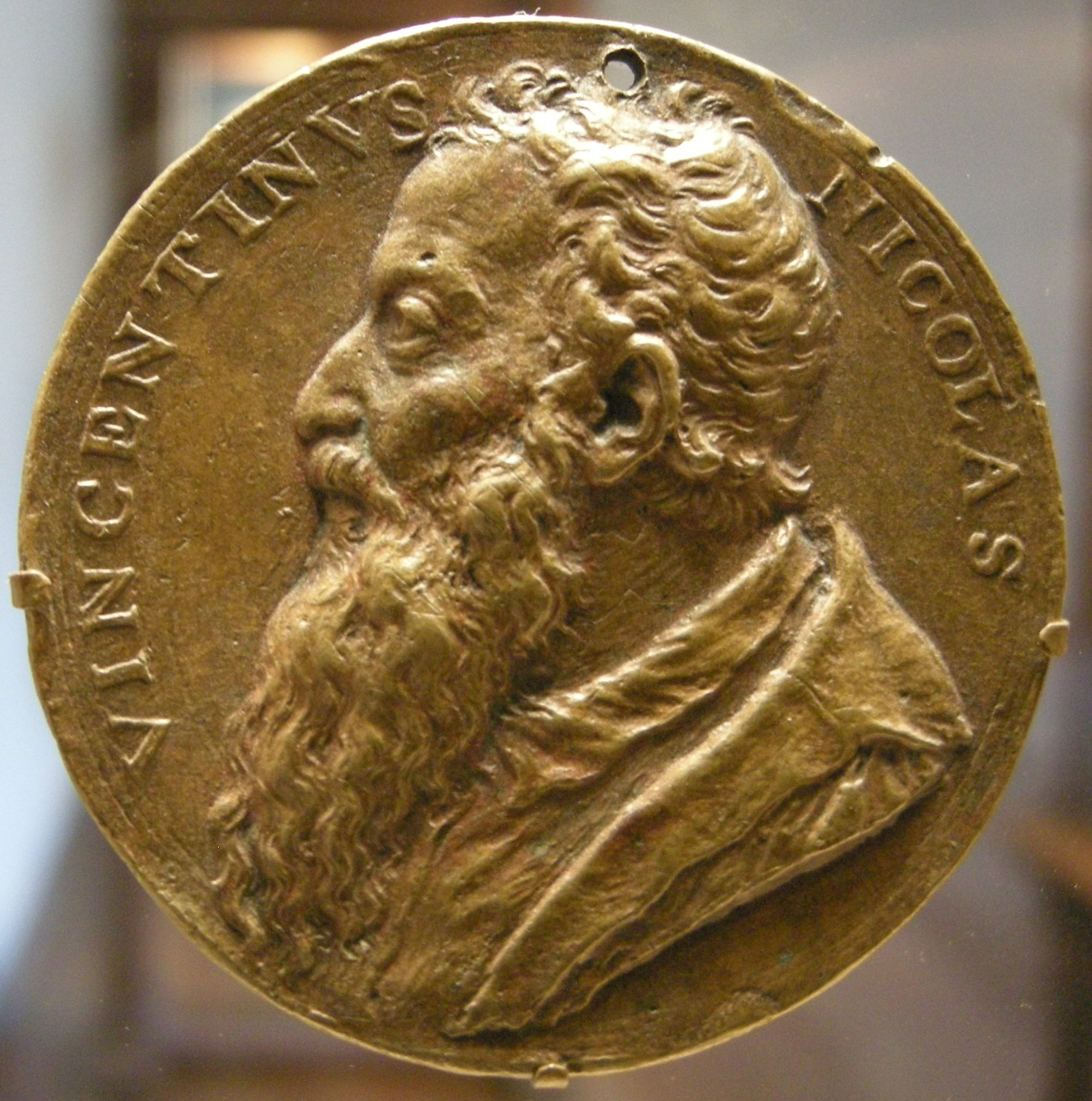
Алессандро Вітторія, Нікколо Вічентіно, 1555
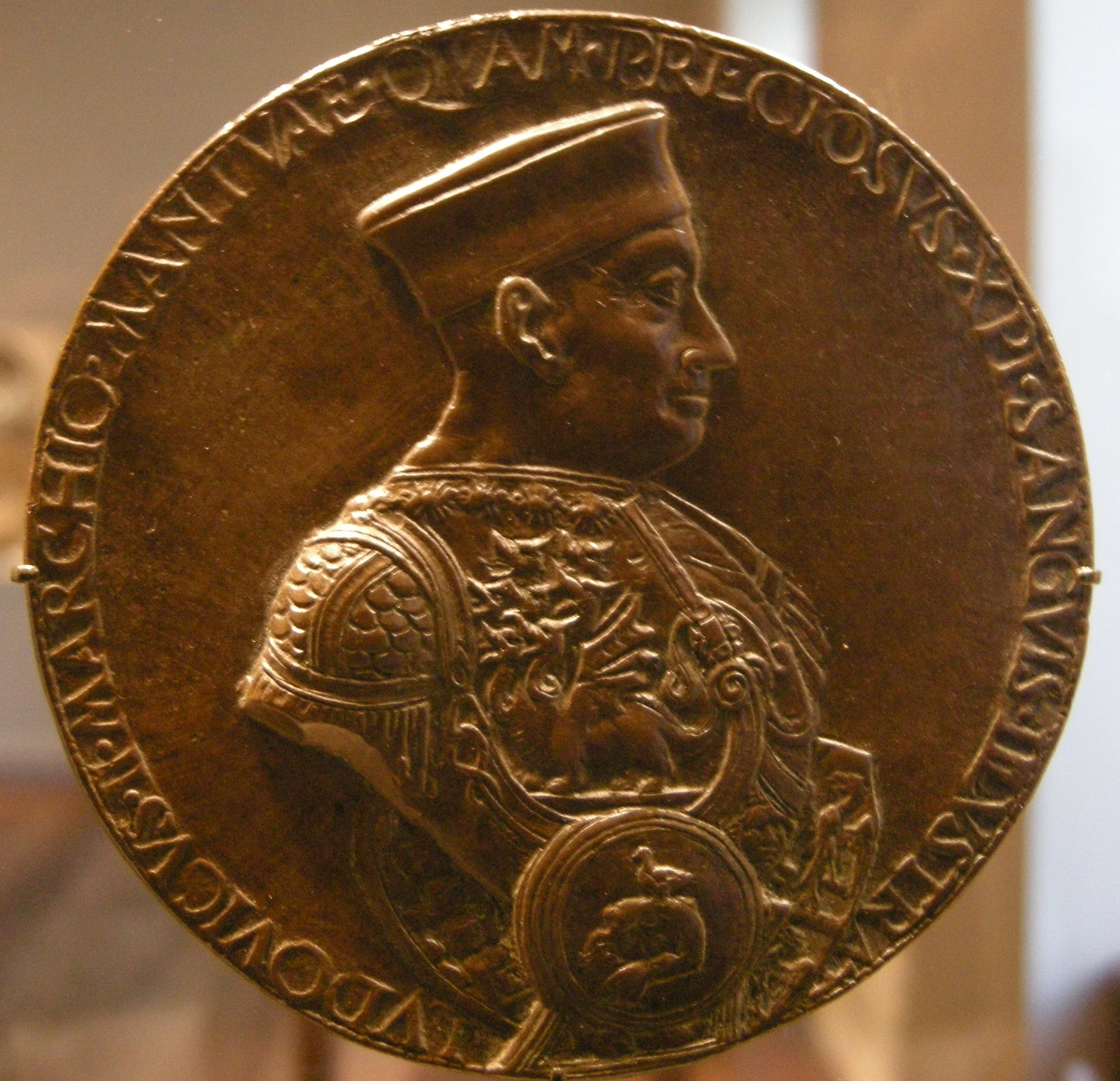
Бартоломео Мельйолі, герцог Лодовіко II Гонзага, 1475
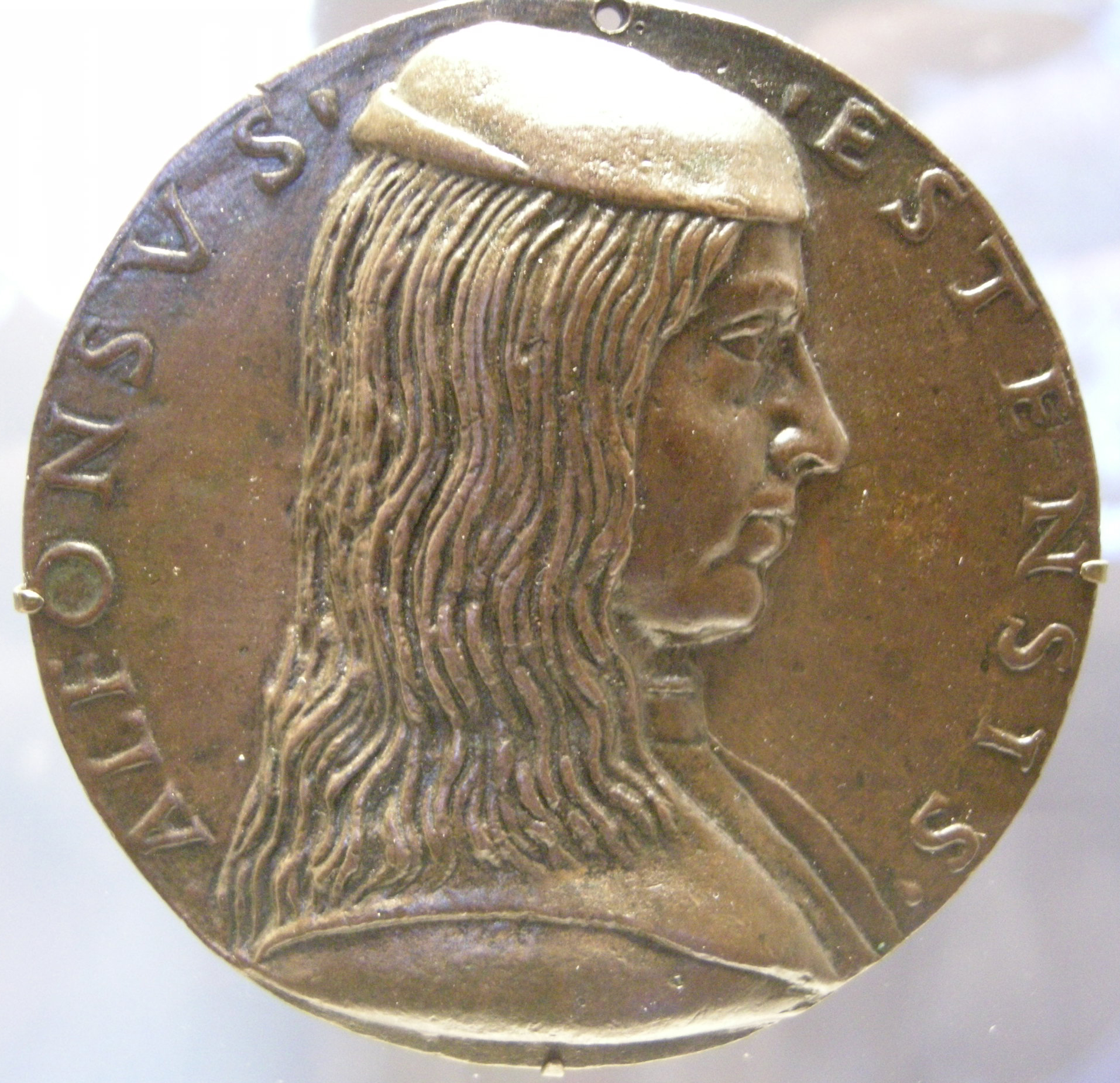
Нікколо Фьорентіно, Альфонсо І д'Есте, 1492
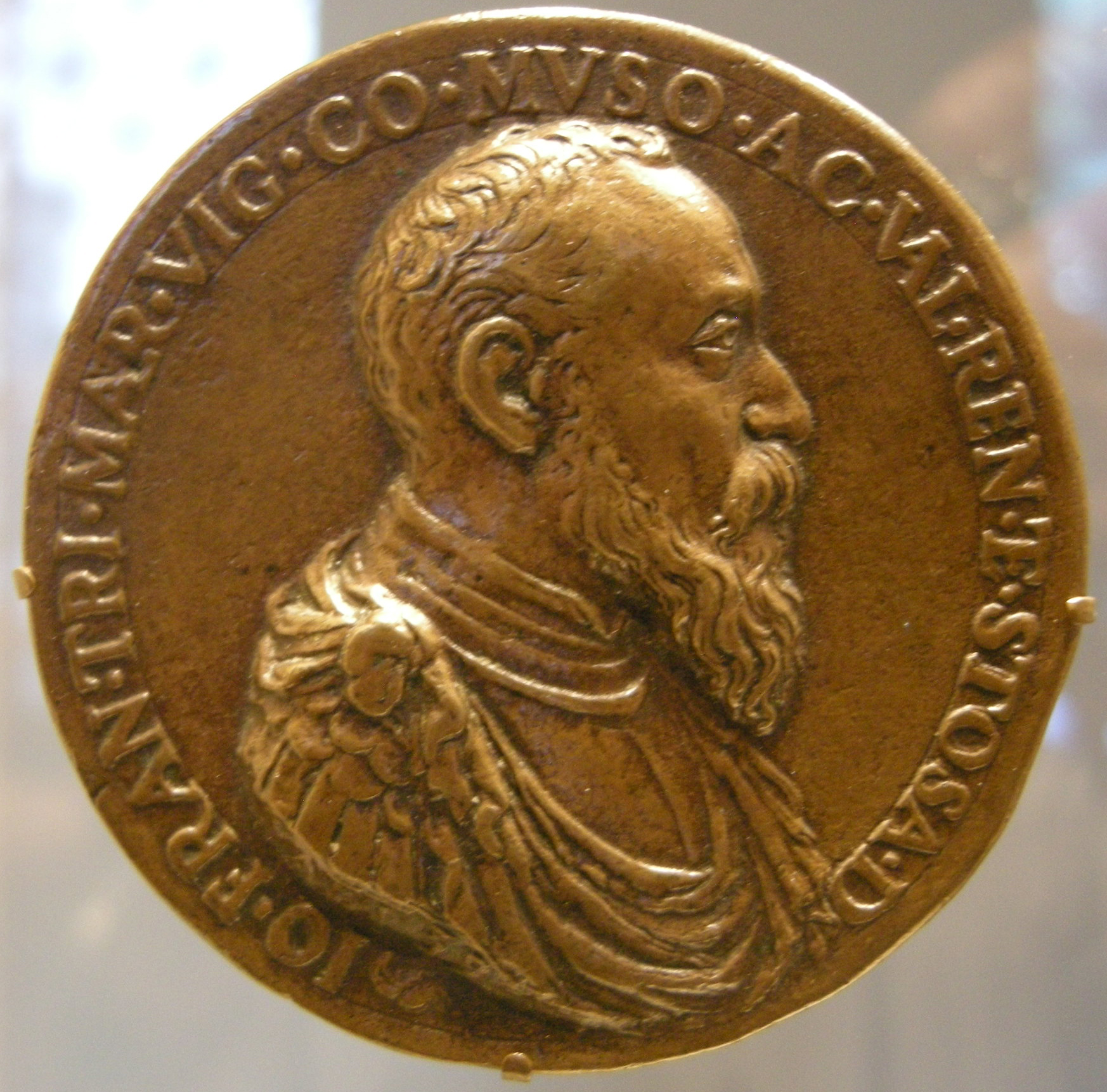
П'єр Паоло Галеотті, Джанфранческо Трівульціо, 1453
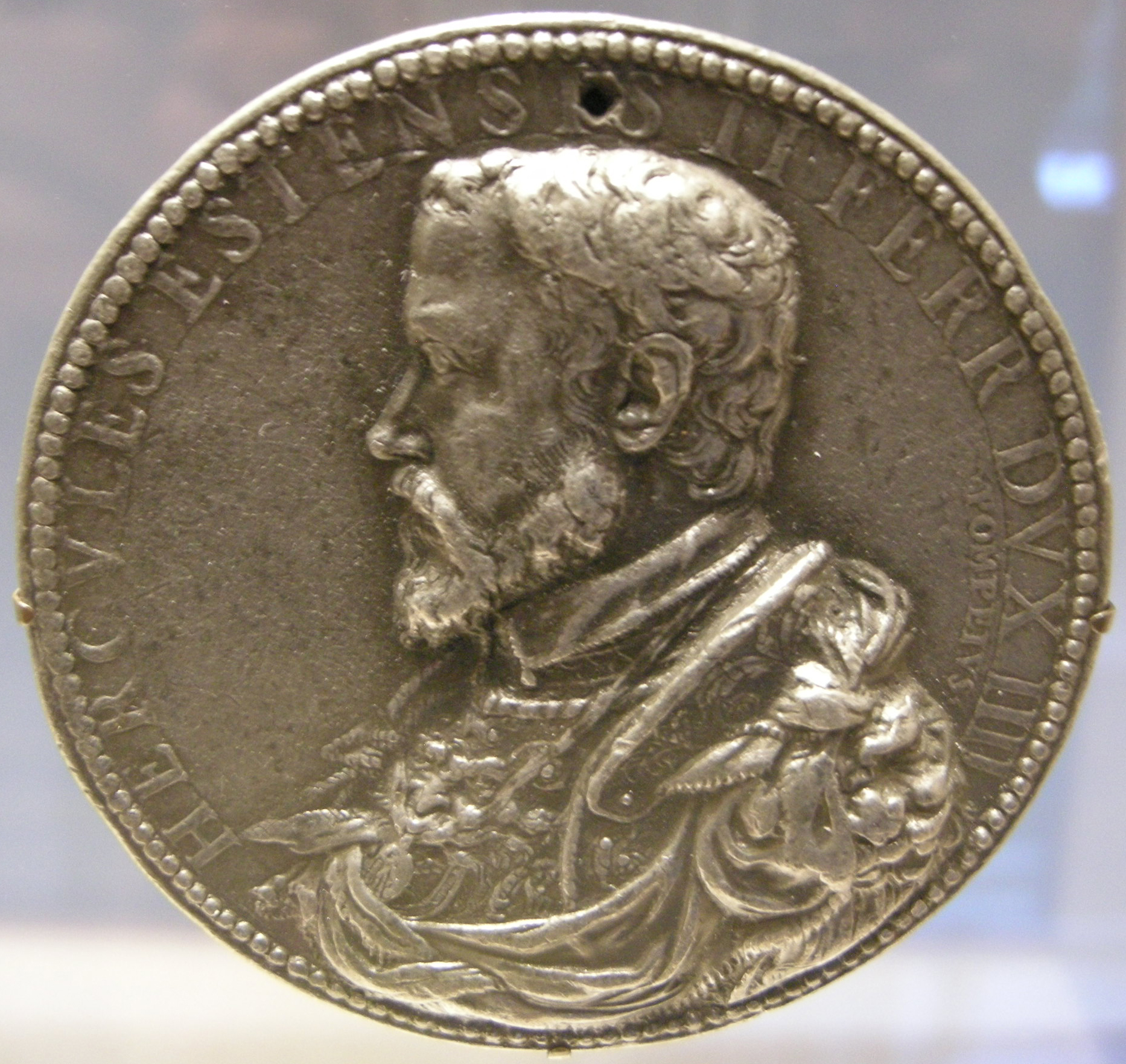
Помпео Леоні, Ерколе II д'Есте, 1554
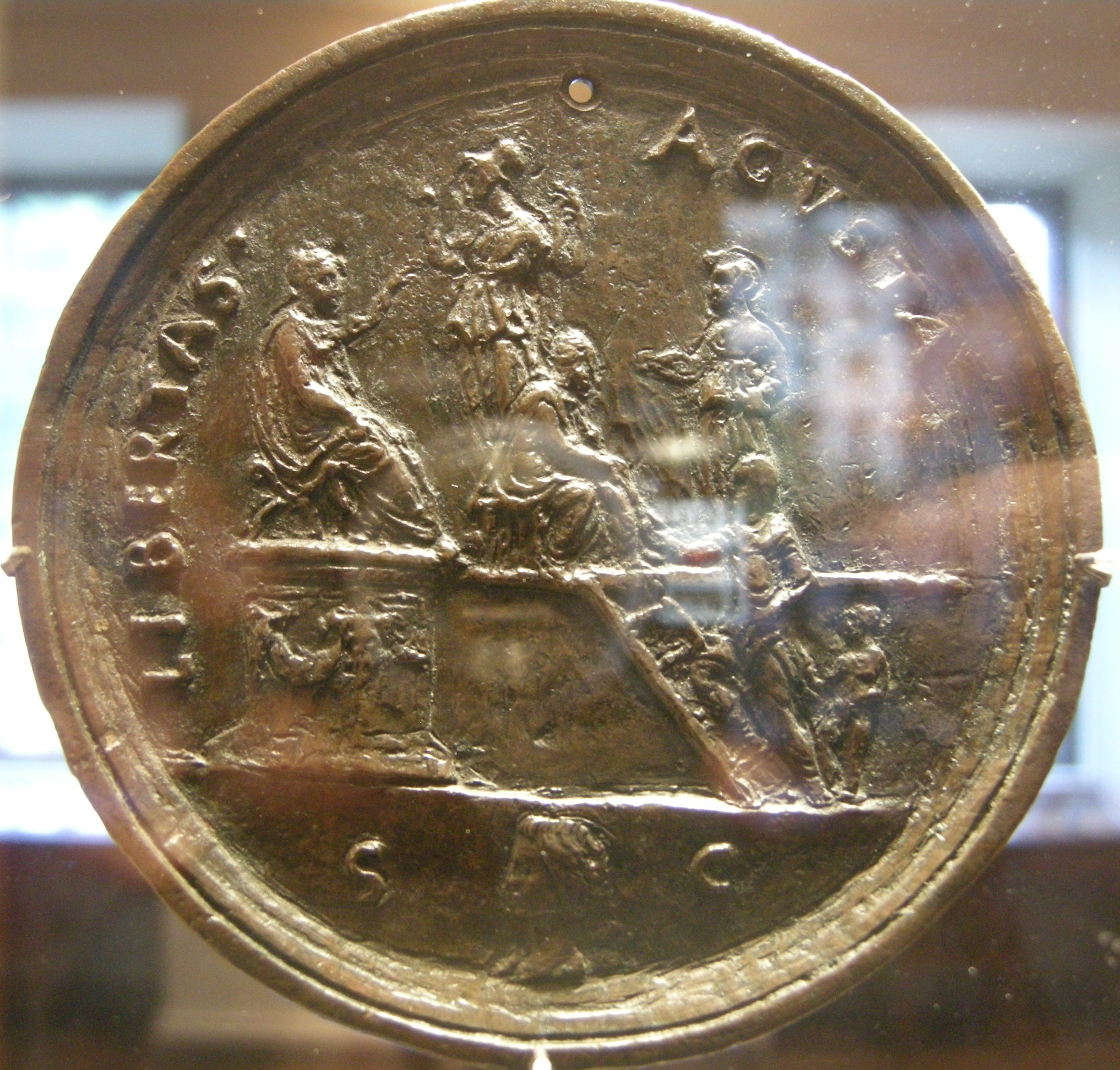
Варроне Вельфердіно, до 1450 р.

### Медальєри Нідерландів

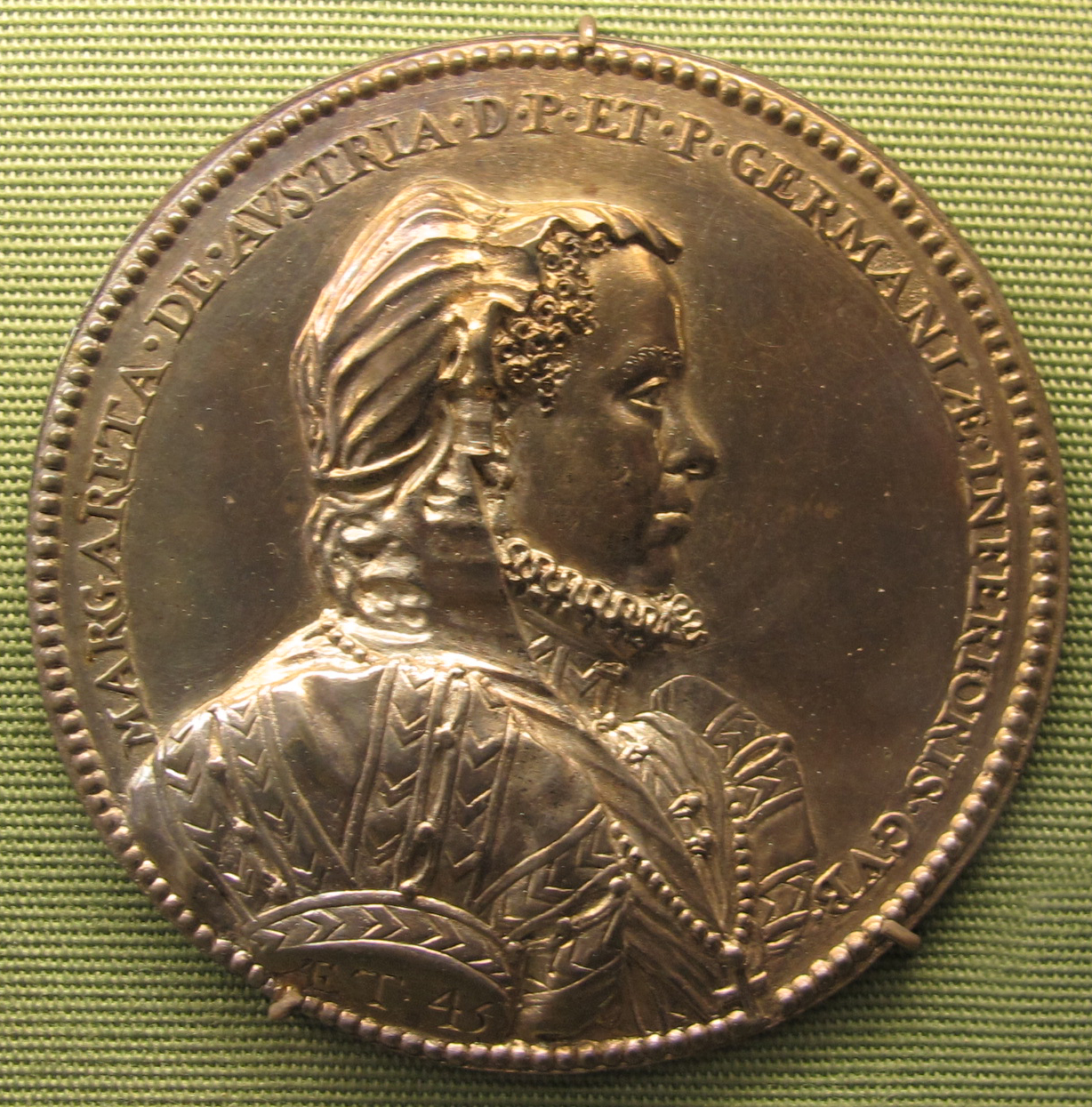
Жак Йонгелінк. Принцеса «Маргарита Пармська», намісниця короля Філіпа II у Нівденних Нідерландах, 1556 р.

- Жак Йонгелінк (1530—1606),скульптор і медальєр

### Франція
- брати Варен
- Гійом Дюпре (бл. 1576—1643)
- Вільгельм Дюпре ()
- Жозеф Ретьєр (Joseph Roettiers 1635—1703)
- Давид д'Анже (1788—1856)
- Жуль Клеман Шаплен (1839—1909)
- Огюст Каен (1822—1894)
- Луї-Оскар Роті (Louis-Oscar Roty 1846—1911)

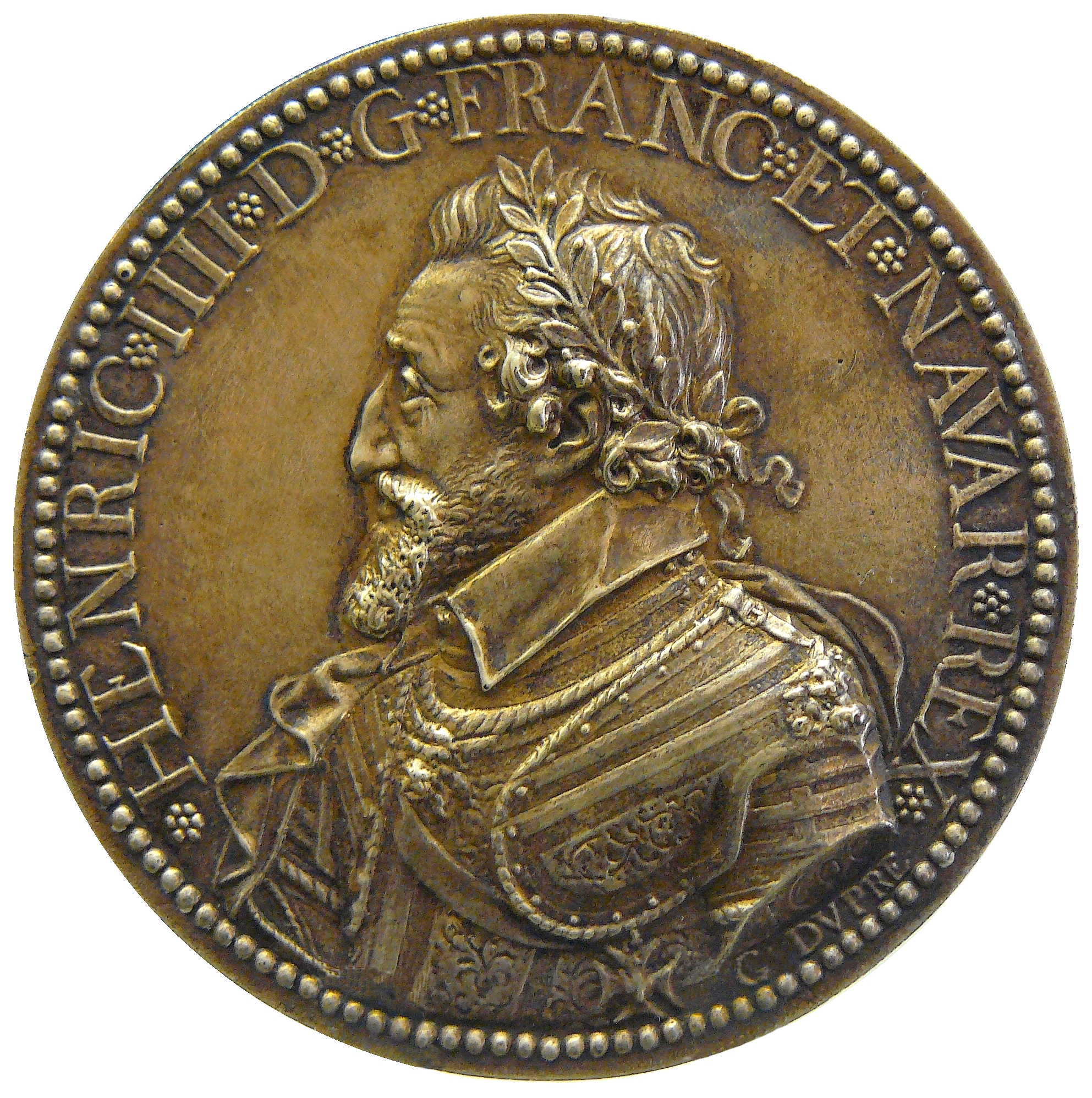
Гійом Дюпре. «Король Франції Генріх  IV», 1600 р.
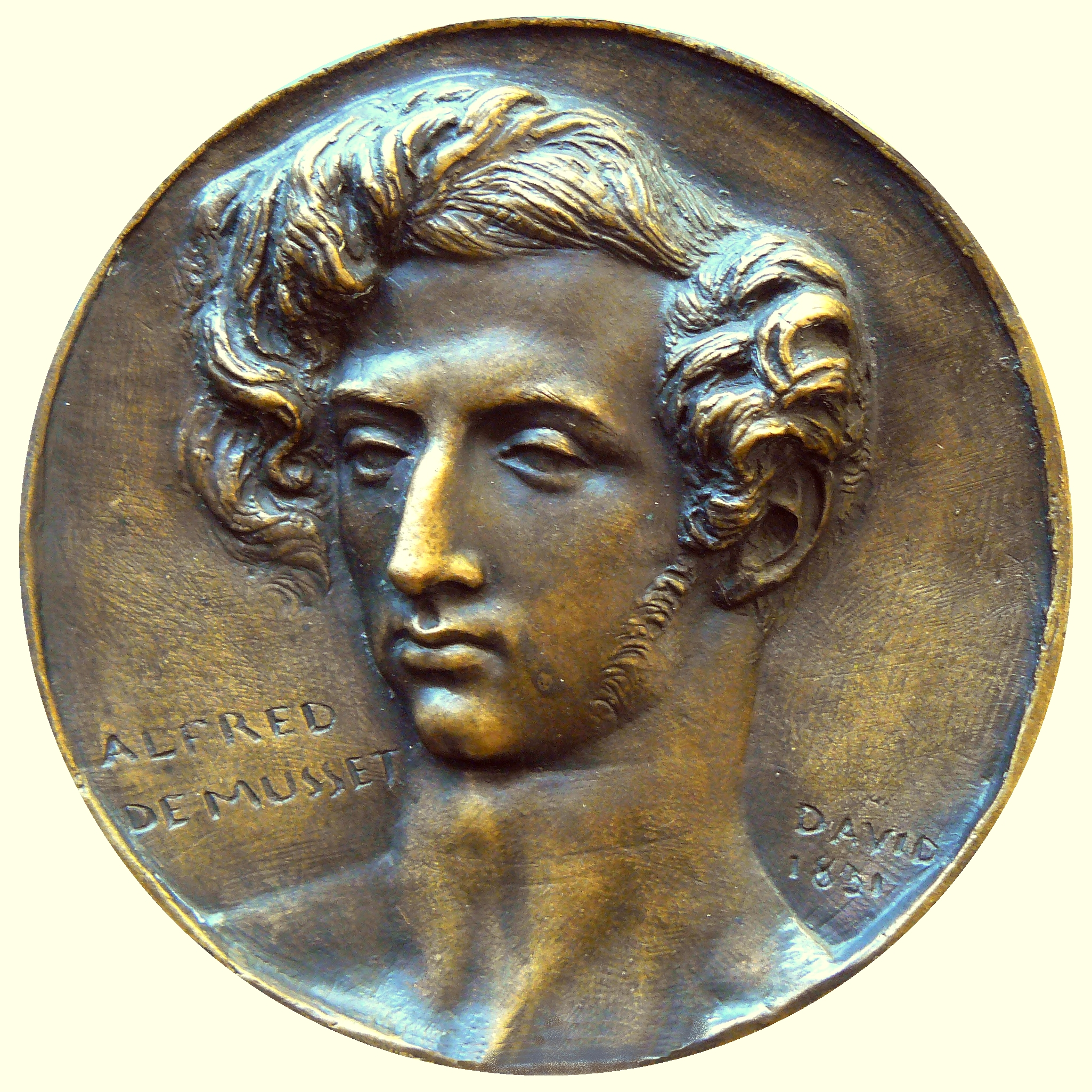
Давид д'Анже, «літератор Альфред Мюссе», 1831 р.
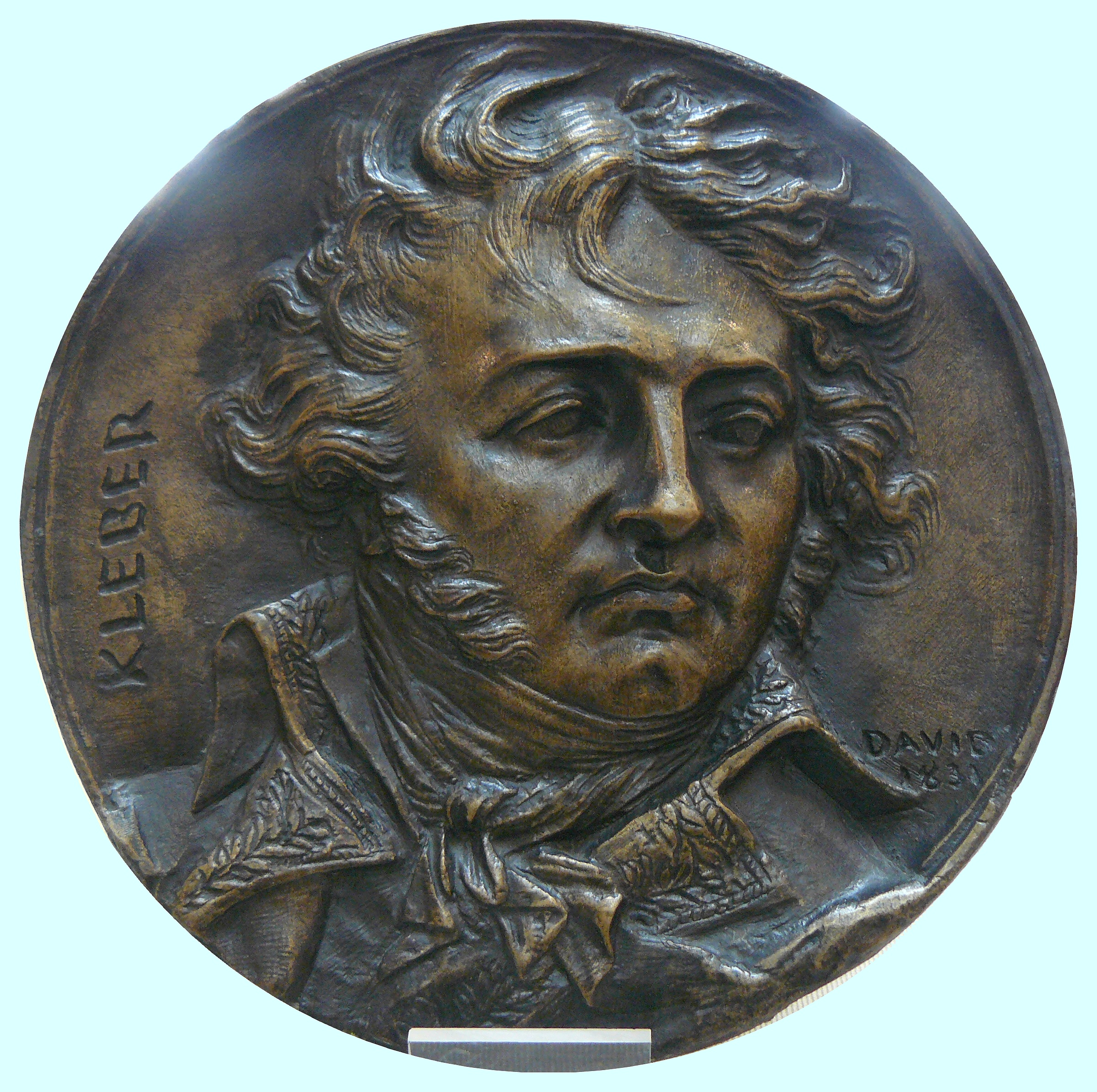
Давид д'Анже, «генерал Ж.Б. Клебер», 1831 р.
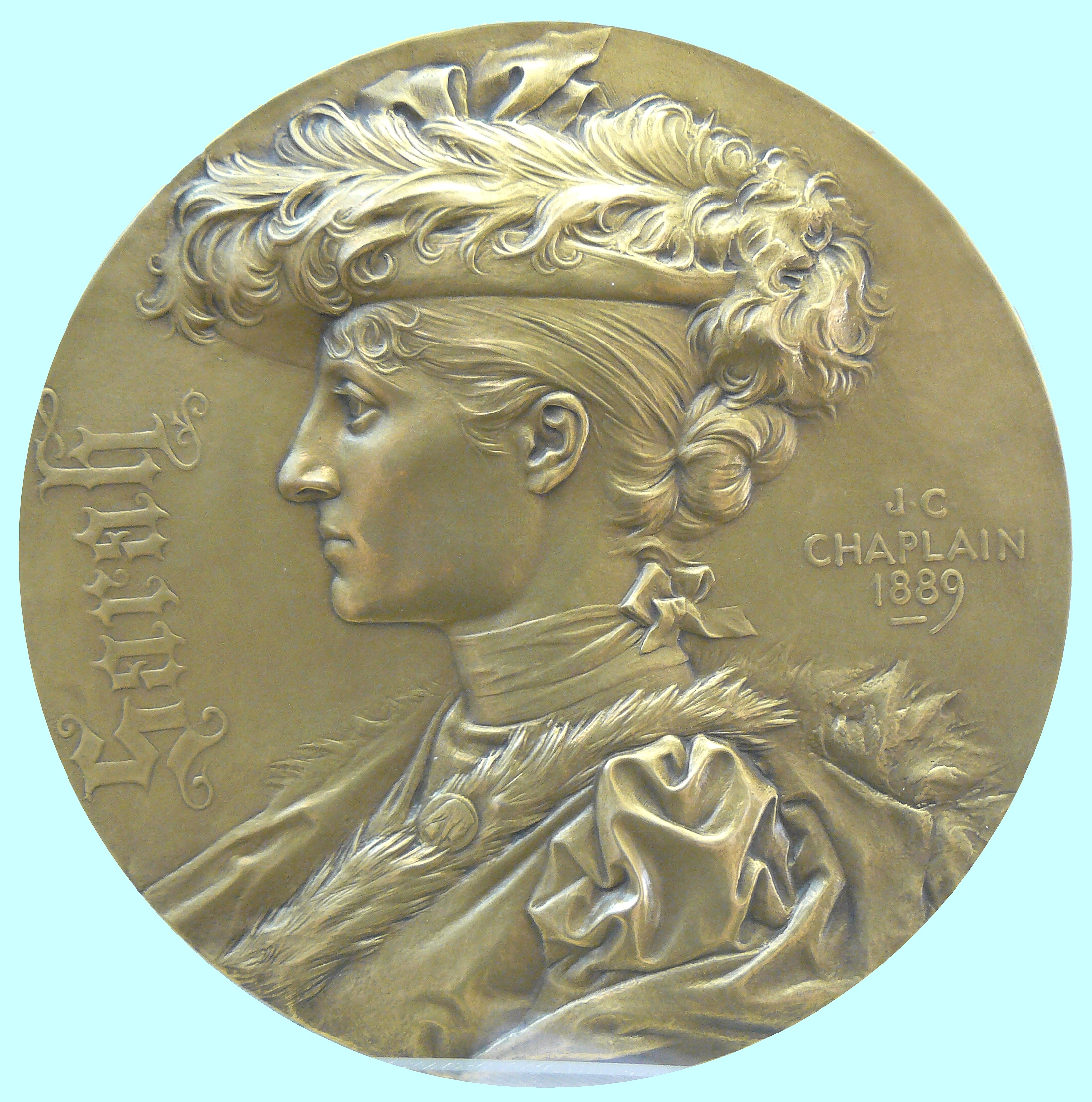
Жуль Клеман Шаплен, «Сара Бернар», 1889 р.

### Німеччина
- Альбрехт Дюрер (1471—1528)
- Фрідріх Гагенауер
- Йоахим Дешлер (бл. 1500—1571)
- Генріх Рейц
- Петер Фльотнер (1485—1546)

Медаль «Шлях на Голгофу», Німеччина (?), 1420 р. золото Музей Вікторії й Альберта, Лондон.

- Болдуін Дрентвет (Balduin Drentwett Аугсбург, 1545—1627)
- Філіп Генріх Мюллер (Нюрнберг-Аугсбург, 1654—1719)
- Емиль Вейганд (1837—1906)

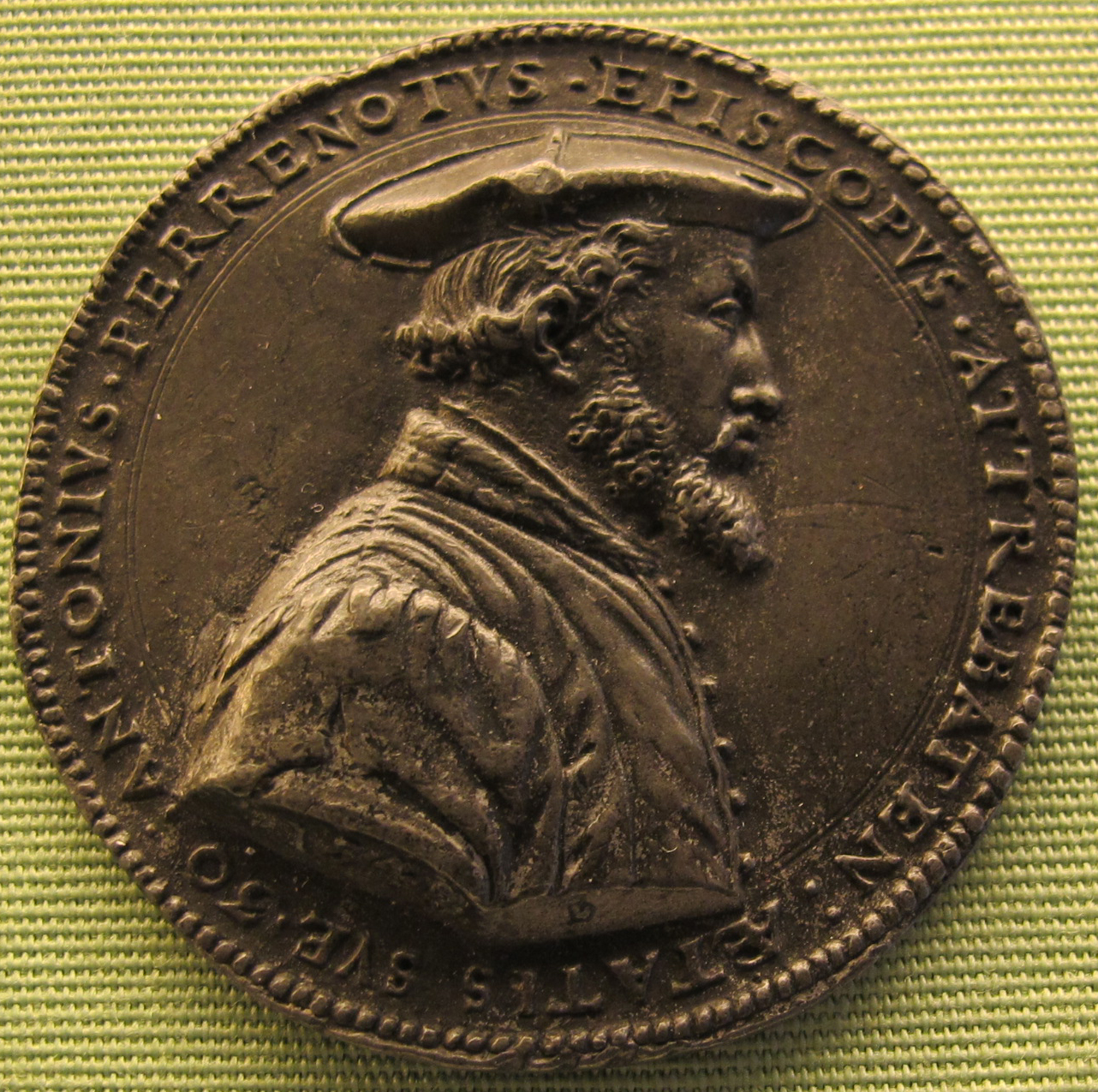
Йоахим Дешлер. Медаль на честь кардинала Гранвелли, 1548 р.
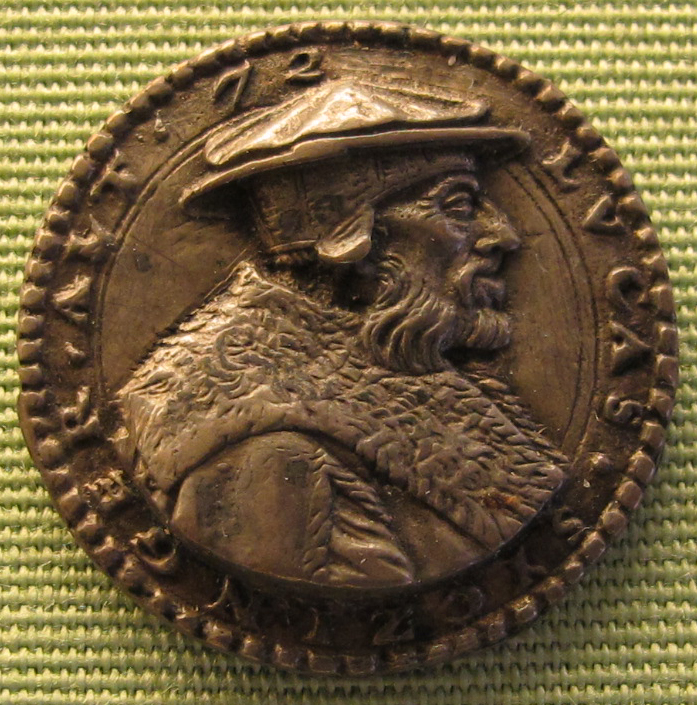
Медаль на честь Луки Сіцінгера старшого, 1554 р.
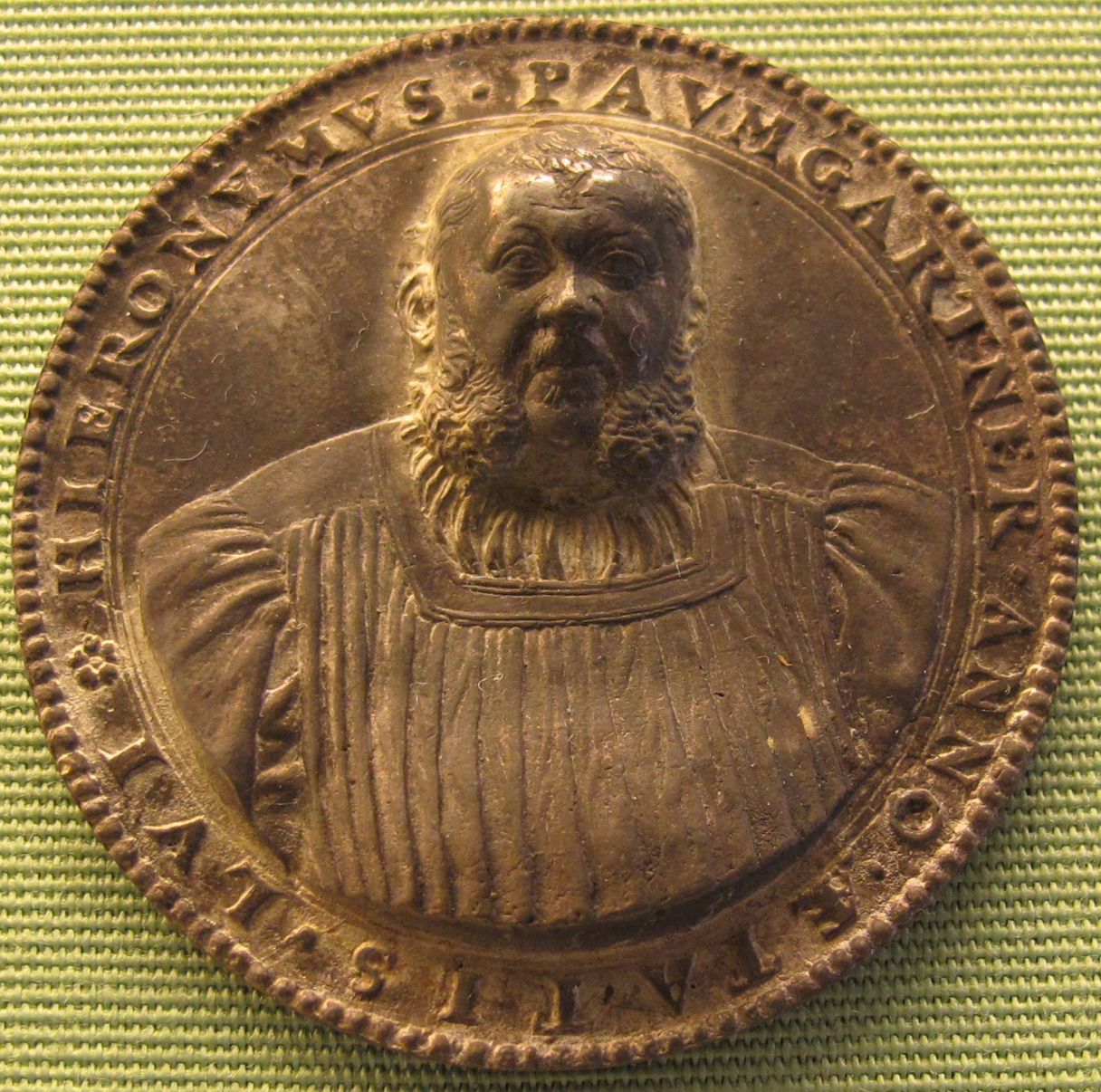
Йоахим Дешлер. Медаль на честь Єроніма Паумгартнера, 1553 р.
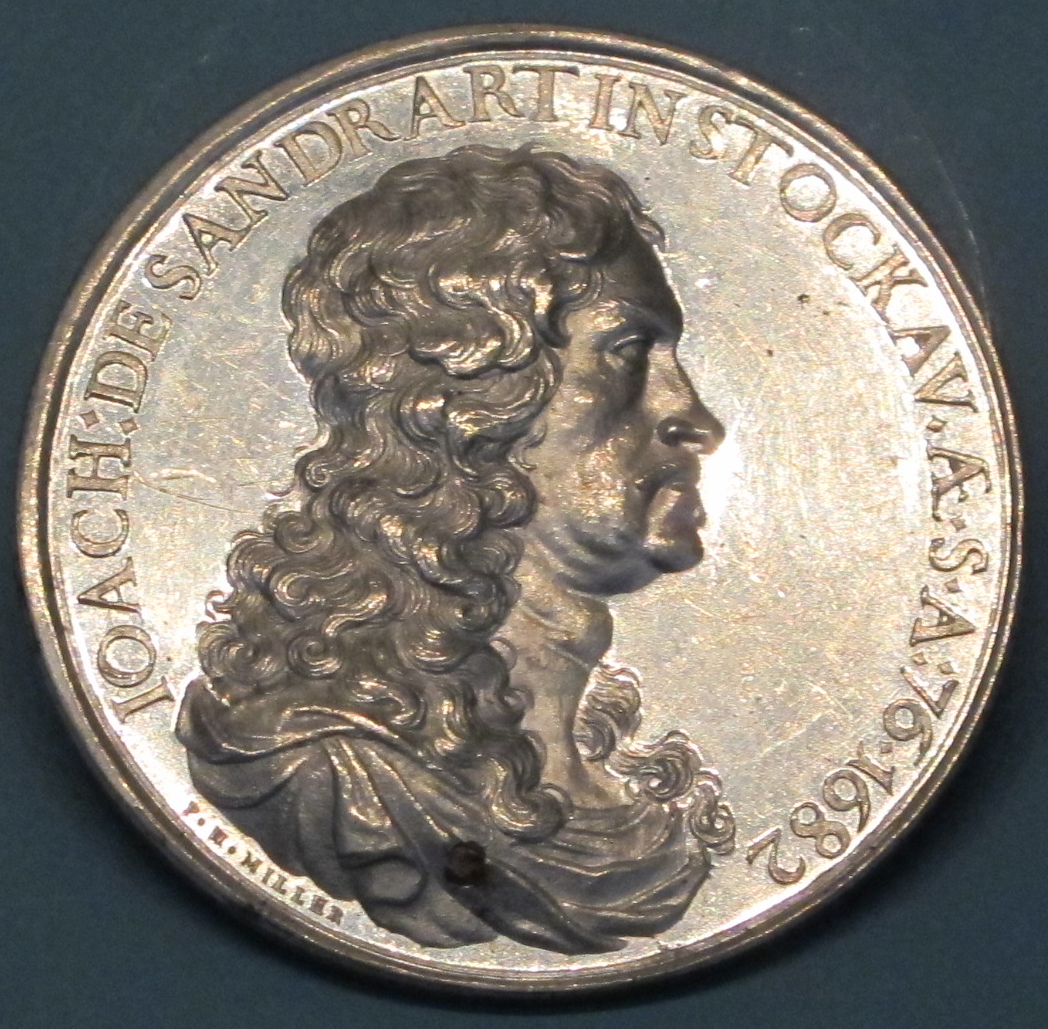
Медальєр Філіп Генріх Мюллер. Медаль на честь Йоахима Зандрарта. 1682 рік.

### Російська імперія
- Якоб Штелін (1709—1785)
- П'єр Луї Верньє
- Тимофій Іванов (1729—1802)
- Якоб Рейхель (1760—1856)
- Леберехт Карл Олександрович (1749—1827)
- Гасс Йоганн Бальтазар (1730 — після 1797)
- Єгер Йоганн Каспар (або Йегер), друга половина 18 ст.
- Толстой Федір Петрович (1783—1873)
- Лялін Олександр Павлович (1802—1862)
- Уткін Павло Петрович (1808—1852)
- Алексєєв Василь Володимирович (1822—1901)
- Стадницький Петро Григорович (1853—після 1916)
- Васютинський Антон Федорович (1858—1935)

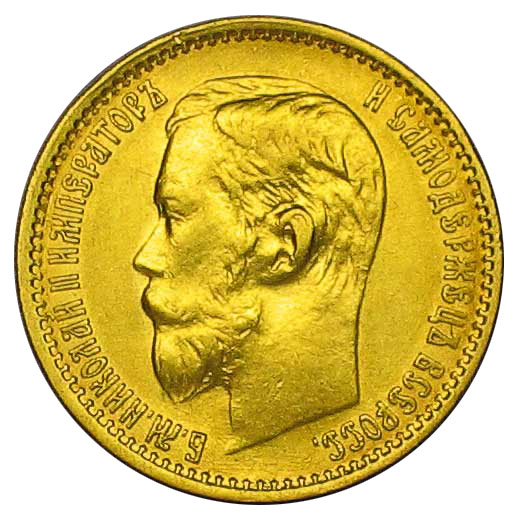
Антон Васютинський. Золоті 5 карбованців 1899 року з портретом імператора.
Антон Васютинський. Ювілейна медаль на 50 річчя художньої діяльності Боголюбова О.П.

### Велика Британія

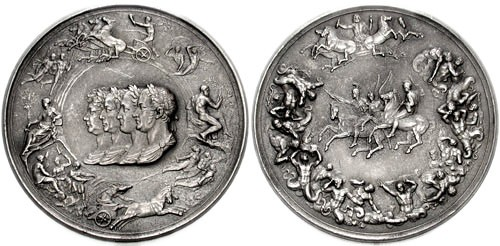
Бенедетто Піструччі, «Медаль на честь перемоги під Ватерлоо», 1815 рік

- Бенедетто Піструччі (1783—1855)
- Джон Александр Лоббан (1919-1996)

### СРСР
- Соколов Миколай Олександрович (28.12.1892—7.4.1974)
- Козлов Олександр Васильович
- Правоторов Геннадій Іванович (24.5.1941) — художник-медальер, Заслужений художник РФ (1999)
- Бакланов Олександр Васильович (1954 р.н.) * Петербурзький монетний двір
- Дараган Ігор Олександрович (1928 р.н.)
- Дронов Віктор Олександрович (1929 р.н.)
- В. Похалецький
- В. Нікіфоров
- Йокубоніс Гедімінас Альбіно (1927 р.н.) — скульптор. Заслужений діяч мистецтв Литовської РСР. Лауреат Ленінської премії.
- Камшилов Лев Сергійович (1933 р.н.)
- Комшилон Ілля Сергійович (1929 р.н.)
- Кнорре Аглая Георгіївна (1928 р.н.)
- Кожина Марія Іванівна (1919 р.н.)
- Королюк Олексій Олексійович (1933—2002)
- Манізер Матвій Генріхович (1891—1966)
- Мельникова Прасковья Василівна (1924 р.н.)
- Мотовилов Георгій Іванович (1894—1963)
- Мірошніченко Альберт Георгійович
- Очнаурі Іраклій Олексійович (1924 р.н.)
- Пустовойт Гавріїл Михайлович (1900—1947) — скульптор Української РСР.
- Рукавишніков Олександр Іуліанович
- Резниченко Абрам Ісаакович (1916 р.н.)
- Рогайшис Володимир Антонович (1926 р.н.)
- Тульчинський Самуїл Львович (1900 р.н.)
- Тюренков Олександр Олексійович (1924 р.н.)
- Філіппова Ангеліна Миколаївна (1923 р.н.)
- Р. В. Харитонов (1931—2008)
- Алекс Шагін (1947 р.н.)- емігрував у Сполучені Штати.
- Шмаков Марк Олександрович (1919 р.н.)
- Шашурін Юрій Федорович (1928 р.н.)
- Олексій Архіпов
- Важенін С. Ф.
- Тульчинський С. Л.
- Мельнікова П.
- Сидоренко В. Г.
- Ешба Марина Юхимівна (1924 г.р.)

### Україна 20-21 ст
- Артеменко Василь Трохимович (1910—2001)
- Юхим Харабет (1929—2004), Маріуполь
- Хотінок Ісак Павлович (1908—1980)
- Грошев Євген Михайлович (1933 р.н.), Дніпропетровськ
- Белень Михайло Олексійович (1951 р.н.)
- Кіслов В.
- Попов Вячеслав Васильович (1937 р.н., Світловодськ)
- Узбек Віктор Спирідонович (1939 р.н., Маріуполь)

### Реч Посполита
- Монограміст R
- Самуель Аммон

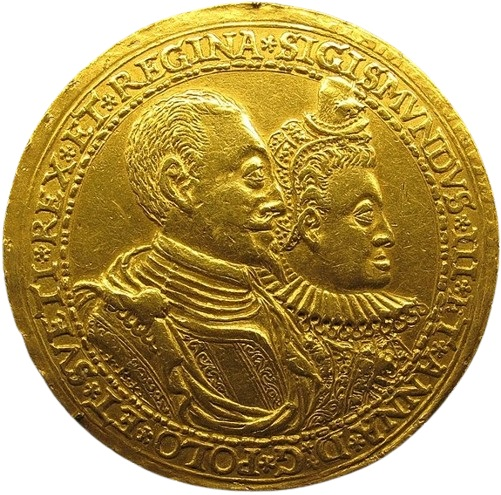
Польський король Сигізмунд III Ваза і дружина Анна Австрійська, 1598 р.
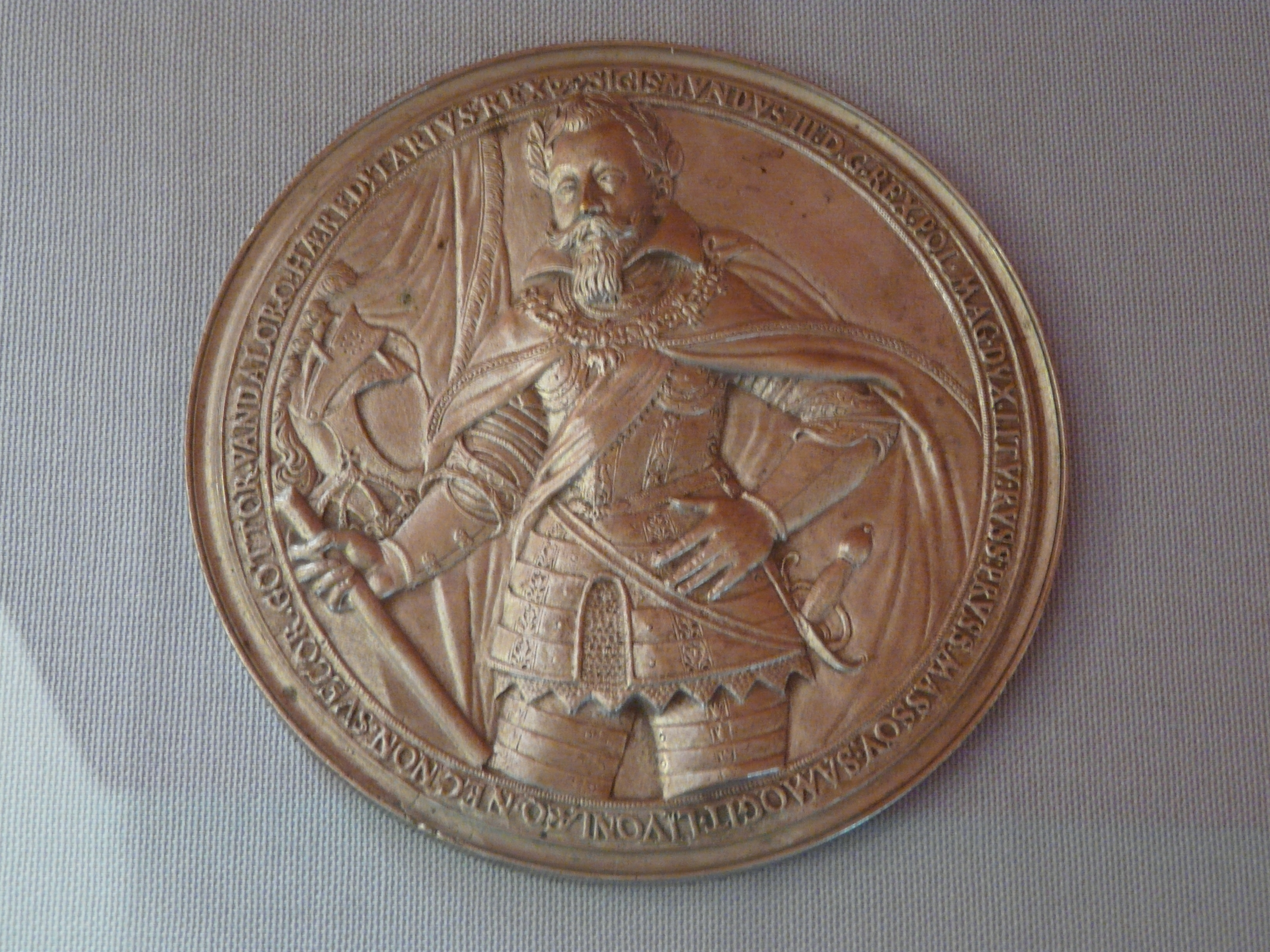
Польський король Сигізмунд III Ваза, 1611 р, Національний музей (Познань).
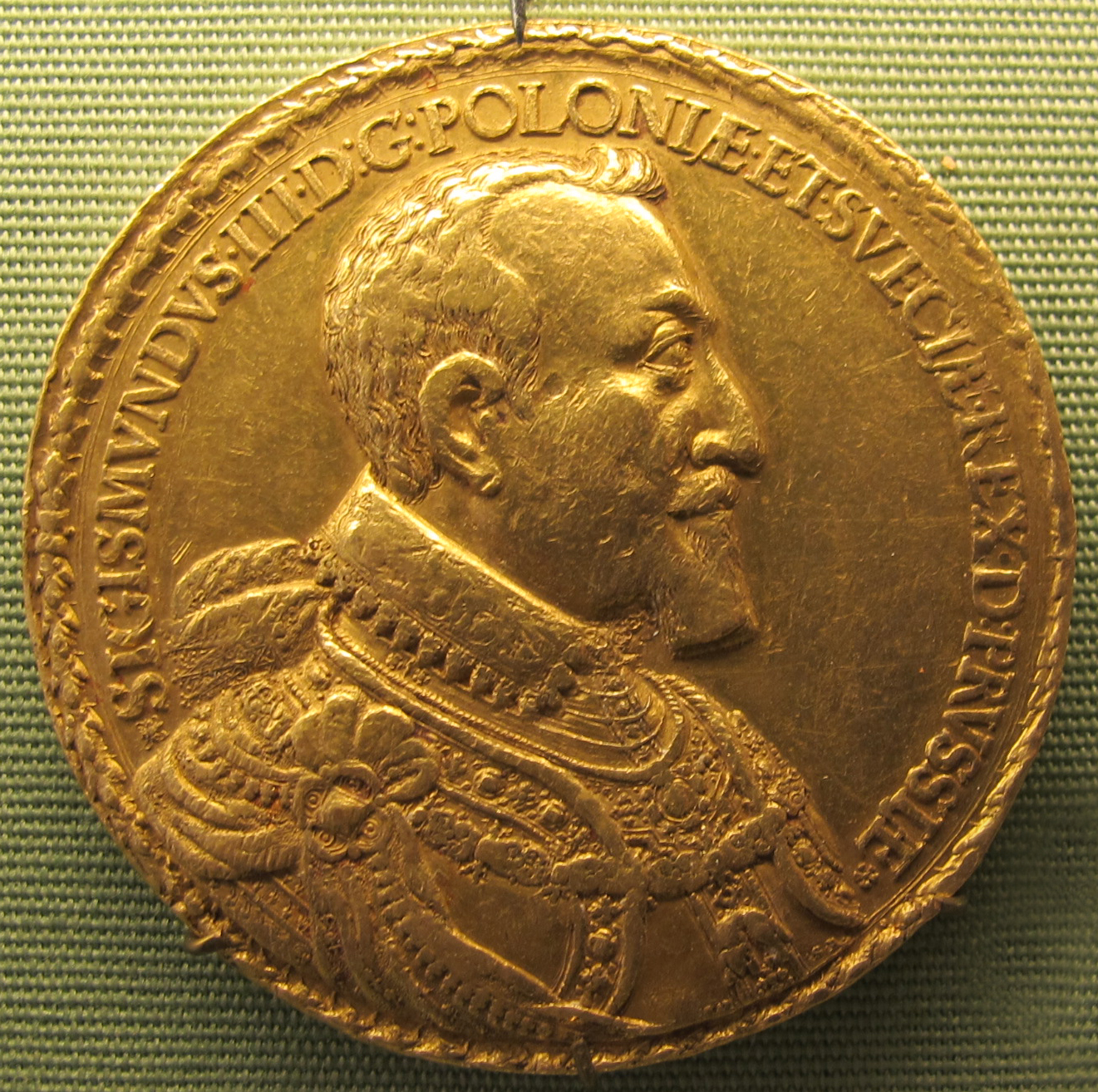
Медальєр Самуель Аммон, Сигізмунд III Ваза, 1619 р.
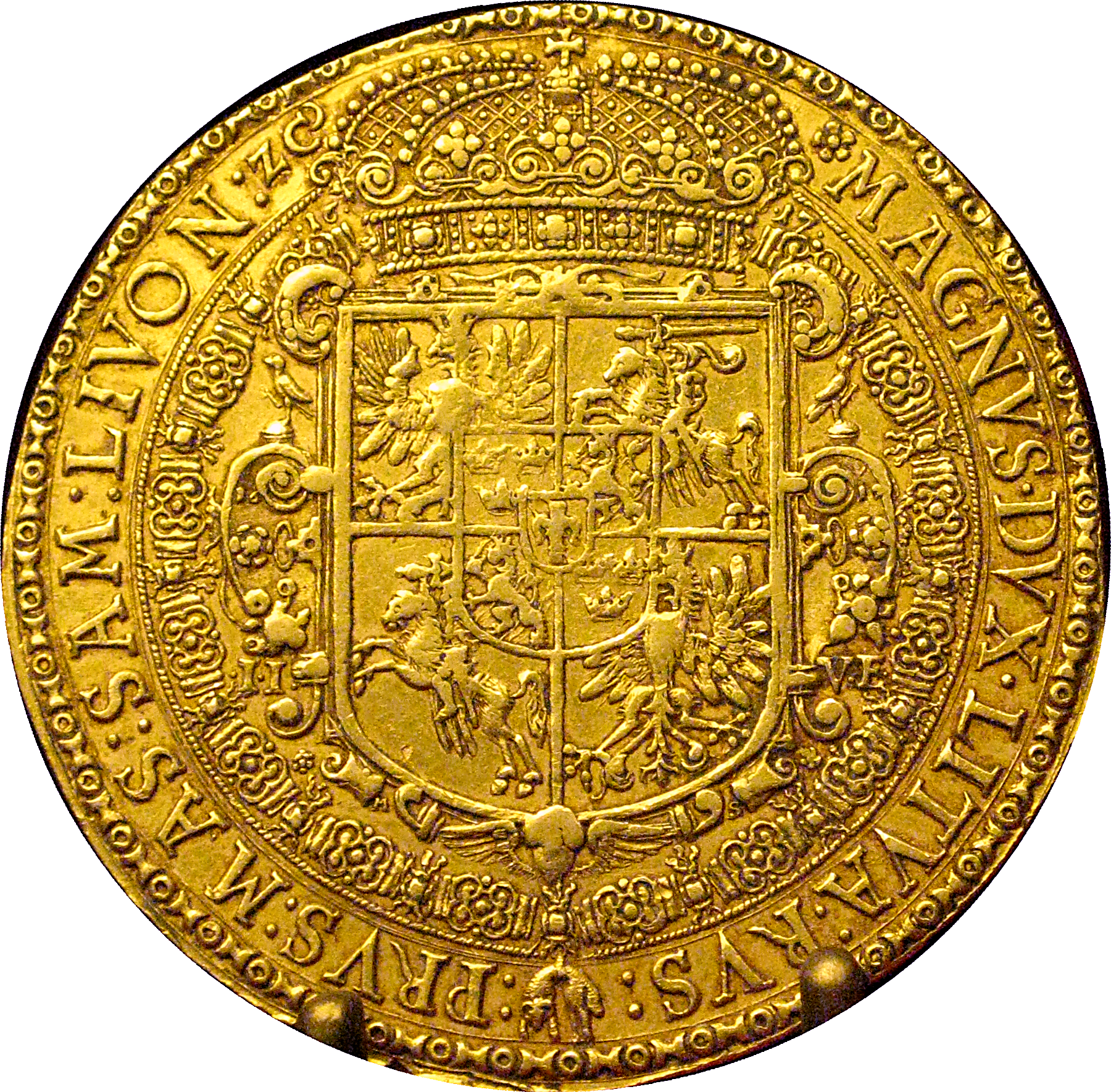
П'ятнадцять дукатів часів Сигізмунда III Вази, 1617 р., герб Речі Посполитої

### Польща
- Йоланта Слом'яновська(Jolanta Słomianowska)
- Броніслав Хромий (Bronisław Chromy)
- Софья Демковська (Zofia Demkowska)
- Йозеф Гославський (Józef Gosławski)
- Кристіан Ярнішкевич (Krystian Jarnuszkiewicz)
- Йозеф Маркевич (Józef Markiewicz)
- Веслав Мюлднер-Ньєковский (Wiesław Müldner-Nieckowski)
- Катаржина Піскорська (Katarzyna Piskorska)
- Станіслав Плесковський (Stanisław Plęskowski)
- Адольф Рішка (Adolf Ryszka)
- Станіслав Сікора (Stanisław Sikora)
- Єва Ольшевська-Борис (Ewa Olszewska-Borys)